# Liste von Persönlichkeiten der Stadt Freiburg im Breisgau

## Ehrenbürger
Die Ehrenbürger der Stadt Freiburg im Breisgau, aufgelistet nach dem Jahr der Verleihung der Ehrenbürgerwürde:
- 1755: Johann Christian Wentzinger (1710–1797), Bildhauer, Maler, Architekt
- 1798: Hermann von Greiffenegg (1737–1807), letzter vorderösterreichischer Regierungspräsident
- 1810: Johannes Matthias Alexander Ecker (1766–1829), Mediziner, Professor der Chirurgie
- 1812: Johann Baptist Lingg von Linggenfeld (1765–1842), Stadtkommandant von Freiburg
- 1824: Philipp Merian (1773–1848), Kaufmann, Stiftungsgründer
- 1828: Christian Freiherr von Gayling von Altheim (1775–1832), Großherzoglich Badischer Wirklicher Geheimrat, Oberhofmarschall
- 1847: Maximilian Eusebius Freiherr v. Breiten-Landenberg (1805–1892), Großherzoglich Badischer Kammerherr, Ritter des Zähringer Löwenordens
- 1864: August Lamey (1816–1896), Politiker und Jurist
- 1876: August von Werder (1808–1887), preußischer General der Infanterie
- 1892: Adolf von Glümer (1814–1896), preußischer General der Infanterie
- 1904: August Weismann (1834–1914), Professor der Biologie
- 1909: Christian Baeumler (1836–1933), Direktor der medizinischen Klinik in Freiburg im Breisgau
- 1913: Otto Winterer (1846–1915), Oberbürgermeister von 1888 bis 1913
- 1920: Constantin Fehrenbach (1852–1926), Reichskanzler und Präsident der Weimarer Nationalversammlung
- 1923: Fritz Geiges (1853–1935), Künstler und Lokalhistoriker
- 1927: Ferdinand Kopf (1857–1943), Landtagsabgeordneter und -präsident
- 1933: Karl Ludwig Schemann (1852–1938), Übersetzer und Rassentheoretiker
- 1939: Julius Weismann (1879–1950), Komponist
- 1947: Conrad Gröber, Erzbischof von Freiburg
In Anerkennung seiner Verdienste für die Stadt als Mahner und Tröster in schwerster Zeit
- 1947: Robert Grumbach, Stadtrat, Rechtsanwalt
Für das in hervorragender Weise zum Wohle der Freiburger Bevölkerung ausgeübte Ehrenamt eines Stadtrates und das während der nationalsozialistischen Herrschaft erlittene Leid
- 1947: Benedikt Kreutz, Prälat
In Anerkennung seiner tapferen Haltung während der nationalsozialistischen Herrschaft und seiner hervorragenden Arbeit bei der Caritas
- 1949: Martha Walz-Birrer
Für hervorragende Hilfe bei der Linderung größter Not in schwerer Nachkriegszeit als Leiterin der „Schweizer Spende“
- 1949: Franz Christian Blum, Pfarrer
Für hervorragende Hilfe bei der Linderung größter Not in schwerer Nachkriegszeit als Leiter der örtlichen Caritas in Basel
- 1949: Harry Pfund, Professor
Für hervorragende Hilfe bei der Linderung größter Not in schwerer Nachkriegszeit als Organisator der Quäkerhilfe
- 1950: Paul Uhlenhuth, Professor der Medizin
Für hervorragende Verdienste um die Menschheit, die er als Universitätsprofessor der Hygienik und Bakteriologie und als unermüdlicher Forscher erworben hat
- 1951: Carl Noeggerath, Professor der Kinderheilkunde
Für hervorragende Leistungen auf dem Gebiet der Kinderpflege im Interesse der Stadt Freiburg
- 1954: Hermann Staudinger, Professor der Chemie, Nobelpreisträger
In Anerkennung seiner großen Verdienste in Forschung und Wissenschaft und des damit verbundenen Gewinns des Ansehens der Stadt Freiburg
- 1957: Karl Bender, Oberbürgermeister a. D.
Zur Würdigung seiner hohen Verdienste als Oberbürgermeister der Stadt Freiburg in der Zeit von 1922 bis 1933
- 1957: Alois Eckert, Caritaspräsident
Zur Würdigung der hohen Verdienste als Präsident des Deutschen Caritasverbandes und seiner für die Stadt Freiburg fruchtbaren sozialen Tätigkeit
- 1959: Heinrich Brenzinger, Fabrikant
In Anerkennung seiner Verdienste in den Bereichen der kommunalen Politik, Wirtschaft, Kultur, Kunst und Wissenschaft und zur Würdigung der in der Zeit von 1933 bis 1945 gezeigten Haltung
- 1971: Anton Dichtel, Regierungspräsident
Zur Würdigung der hohen Verdienste als Stadtrat, Staatsrat und Regierungspräsident und des damit verbundenen Gewinns des Ansehens der Stadt Freiburg
- 1979: Gertrud Luckner
Für tatkräftige und wirkungsvolle Hilfe für die während der nationalsozialistischen Gewaltherrschaft Verfolgten und Bedrohten, vor allem der jüdischen Mitbürger
- 1982: Eugen Keidel, Oberbürgermeister a. D.
Zur Würdigung seiner Verdienste um die Stadt Freiburg während seiner 20‐jährigen Amtszeit als Oberbürgermeister
- 1985: Philomene Steiger (1896–1985)
Für besondere Verdienste um die Rettung der Stadt im April 1945 und den unermüdlichen Wiederaufbau
- 1985: Franz Büchner, Pathologe
Zur Würdigung seiner besonderen Verdienste, die er sich als Wissenschaftler und Bürger der Stadt erworben hat
- 1991: Georg Hüssler, Prälat
In Anerkennung seiner besonderen Verdienste um die Wohlfahrtspflege, der Not- und Katastrophenhilfe verliehen, die er sich als Präsident des Deutschen Caritasverbandes erworben hat
- 2002: Rolf Böhme, Oberbürgermeister a. D.
In Anerkennung der Verdienste um die Geschicke der Stadt und ihrer Bürger in 20‐jähriger Amtszeit als Oberbürgermeister
- 2006: Eugen Martin, Unternehmer
- 2010: Wolfgang Jäger, Professor für Politikwissenschaft
Von 1995 bis 2008 Rektor der Albert-Ludwigs-Universität Freiburg

## Söhne und Töchter der Stadt
Die folgende Übersicht enthält bedeutende, in Freiburg im Breisgau geborene Persönlichkeiten, chronologisch aufgelistet nach dem Geburtsjahr. Ob die Personen ihren späteren Wirkungskreis in Freiburg hatten oder nicht, ist dabei unerheblich. Viele sind nach ihrer Geburt oder später von Freiburg weggezogen und sind andernorts bekannt geworden. Die Liste erhebt keinen Anspruch auf Vollständigkeit.

### Bis 18. Jahrhundert geboren
- vor 1300, Anna von Munzingen († nach 1328), aus einer Freiburger Patrizierfamilie, Dominikanerin im Kloster Adelhausen, Verfasserin eines „Schwesternbuchs“
- um 1300, Berthold Schwarz, Franziskaner, angeblich in Freiburg geboren, angeblich Erfinder des Schwarzpulvers
- 1501, 24. Januar, Jakob Milich, † 10. November 1559, Mathematiker und Mediziner
- um 1589, Agatha Gatter, † August 1603, Opfer der Hexenverfolgungen
- vor 1590, Johann Jacob Renner, † nach 1613 in Freiburg, Stadtrat und Obristzunftmeister
- 1612, 2. November, Christoph Ott, † 4. Mai 1684 in Hall, Jesuit
- 1647, 5. Januar, Raphael Gottrau, † 4. Januar 1707 in Freudenfels, Abt von Einsiedeln
- 1671, 17. Januar, Adalbert von Falkenstein, † 27. September 1739 in Temeswar, Bischof in Csanád, Rumänien
- 1676, Agnes Polentari, † 26. Dezember 1726 in Lichtenthal, Zisterzienserin, Äbtissin von Lichtenthal
- 1679, 6. Oktober, Franz Ferdinand Mayer von Fahnenberg, † 5. April 1741 in Freiburg, Stadtschreiber zu Freiburg
- 1690, 4. Mai, Louis André de La Mamie de Clairac, † 6. Mai 1752 in Bergues, Militäringenieur
- 1694, 9. Oktober, Marquard Herrgott, † 9. Oktober 1762, Benediktinermönch, Historiker, Diplomat
- 1704, 15. Februar, Aloysius Bellecius, † 27. April 1757 in Augsburg, katholischer Theologe
- 1710, 10. Dezember, Johann Christian Wentzinger, † 1. Juli 1797, Bildhauer und Architekt des Barock (bedeutende Werke in Freiburg, St. Gallen, Kloster St. Blasien)
- 1715, 10. Februar (Taufdatum), Philipp Jakob Steyrer, † 7. November 1795 in St. Peter (Hochschwarzwald), Abt des Klosters St. Peter auf dem Schwarzwald
- 1732, 25. Juli, Karl von Hohenzollern-Hechingen, † 11. August 1803 in Oliva, Fürstbischof von Ermland
- 1737, Franz Anton von Baden, † 10. Dezember 1818 in Freiburg, Präsident der breisgauischen Landstände
- 1746, 10. April, Heinrich Sautier, † 31. Mai 1810 in Freiburg, Jesuit, Lehrer am akademischen Gymnasium und Stifter der Sautier-Reibelt-Meriansche Stiftung zur Ausbildung und Ausstattung Dürftiger Jünglinge und Jungfrauen
- 1747, 19. Oktober, Franz Ferdinand Will, † 21. April 1814, Pfarrer und Naturforscher
- 1753, 1. November, Franz Joseph Märter, † 7. Mai 1827 in Wien, Prof. Dr. med., Botaniker, Leiter einer Amerikareise im Auftrag Kaiser Josephs II.
- 1753, 22. November, Joseph Anton Schinzinger, † 29. September 1827 ebenda, Theologe, Geistlicher, Professor für Kirchengeschichte an der Freiburger Universität
- 1755, 22. Mai, Joseph Ignaz Schmiderer, † 15. Februar 1830 in Freiburg, Tierarzt
- 1768, 25. September, Johann Nepomuk von Raiser, † 14. Mai 1853 in Augsburg, Historiker und Altertumsforscher
- 1770, 7. Oktober, Anton Karl Freiherr von Baden, † 14. Februar 1830 in Freiburg, Staatsrat des Großherzogtums Baden und Abgeordneter der Badischen Ständeversammlung
- 1773, 21. August, Johann Nepomuk Locherer, † 26. Februar 1837 in Gießen, römisch-katholischer Geistlicher, Theologe und Hochschullehrer.
- 1775, 18. Juli, Karl von Rotteck, † 26. November 1840 in Freiburg, Historiker und liberaler Politiker
- 1777, 28. Dezember, Johann Nepomuk von Vanotti, † 21. November 1847 in Rottenburg am Neckar, württembergischer Landtagsabgeordneter, Domkapitular
- 1778, 11. Juli, Franz Ackermann, † 12. März 1837 in Rio de Janeiro, Brasilien, Verwaltungsbeamter und Konsul
- 1780, 20. März, Joseph Benedikt Kapferer, † 6. Juli 1852 in Waldkirch, Jurist
- 1781, 19. August, Heinrich Kapferer, † 25. November 1856 in Freiburg, Textilfabrikant und Mitglied des Badischen Landtages
- 1781, 21. November, Conrad von Mederer, † 18. August 1840 in Rohitsch-Sauerbrunn, Slowenien; österreichischer Generalfeldwachtmeister (Generalmajor)
- 1785, 28. Dezember, Heinrich Amann, † 23. November 1849, Jurist, Hochschullehrer und Bibliothekar
- 1788, 20. Januar, Johann Baptist Bader, † 16. Oktober 1862 in Zizenhausen, Jurist und Politiker
- 1791, Joseph Gerstner von Gerstenkorn, † 16. April 1869 in Linz, Oberösterreich, k. k. Feldmarschallleutnant, Ehrenbürger von Pressburg
- 1793, 17. Mai, Dominikus Kuenzer, † 11. Mai 1853 in Konstanz, Abgeordneter der Frankfurter Nationalversammlung
- 1796, 23. Oktober, Josef Dominik Karl Brugger, † 11. Mai 1865, Lehrer am Berthold-Gymnasium, schloss sich als einer der ersten Priester dem Deutschkatholizismus an und wurde Priester in Rohrbach bei Heidelberg
- 1796, 9. Dezember, Karl Bader, † 19. Juni 1874 in Freiburg im Breisgau, Ingenieur
- 1798, 25. August, Joseph Freiherr von Auffenberg, † 25. Dezember 1857 in Freiburg, Dramatiker und Dichter
- 1800, 30. Juli, Ignaz Schwörer, † 23. Dezember 1860 in Freiburg im Breisgau, Gynäkologe und Geburtshelfer

### 1801 bis 1850
- um 1802, Maximilian Ruth, † 2. April 1873 in Rastatt, Jurist und Amtmann im badischen Staatsdienst
- 1802, 20. August, Heinrich Bernhard von Andlaw-Birseck, † 3. März 1871 in Hugstetten, badischer Politiker und Ultramontanist
- 1804, Johann Stadler, † 5. Februar 1859 in Wien, österreichischer Maler und Lithograf
- um 1805, Marquard Georg Metzger, † 19. Juni 1872  in Freiburg, Verwaltungsbeamter
- 1810, 10. November, Sigmund Geiges, † 9. Februar 1898 in Freiburg, Architekt und Stadtbaumeister
- 1811, 25. Januar, Johann Baptist Betzinger, † 9. November 1891 in Freiburg i.Br., Verwaltungsjurist und Landtagsabgeordneter
- 1815, 22. Februar, Johann Baptist Rieder, † 1902, Jurist und von 1850 bis 1852 Bürgermeister von Freiburg
- 1815, 7. August, Julius Füesslin, † 21. Mai 1866, Arzt
- 1816, 25. August, Hermann von Rotteck, † 12. Juli 1845 in Freiburg, Jurist und Historiker
- 1818, 31. Juli, Benjamin Herder, † 10. November 1888 in Freiburg, Verleger
- 1821, 27. Oktober, Bernhard von Beck, † 10. September 1894 in Freiburg, königlich preußischer Chirurg und Generalarzt
- 1821, 29. Dezember, Julius Joseph Maier, † 21. November 1889 in München, Jurist, Musikwissenschaftler und Bibliothekar
- 1822, 16. Juni, Gustav von Rotteck, † 8. August 1893 in Freiburg, badischer Landtagsabgeordneter
- 1824, 9. April, Rudolf Robert Maier, † 7. November 1888 in Freiburg, Pathologe und Anatom, Hochschullehrer
- 1825, 25. März, Max Johann Sigismund Schultze, † 16. Januar 1874 in Bonn, Anatom, Zoologe und Hochschullehrer
- 1825, 3. Oktober, Arnold Münch, † 9. Januar 1895 in Windisch, Schweizer Politiker, Beamter und Unternehmer
- 1826, 2. Februar, Franz Anton Zell, † 12. Februar 1901 in Freiburg, Archivar und Heraldiker
- 1827, 2. Februar, Albert Schinzinger, † 24. Juli 1911 in Freiburg im Breisgau, Chirurg und Hochschullehrer
- 1827, 29. Dezember, Bernhard Sigmund Schultze, † 17. April 1919 in Jena, Gynäkologe und Geburtshelfer, Hochschullehrer
- 1830, 7. Dezember, Karl Heinrich Dreyer, † 18. November 1900 in Baden, Reichsgerichtsrat und Mitglied des Deutschen Reichstags
- 1831, 1. Februar, Richard Sigmund Schultze, † 5. Januar 1916 in Greifswald, Jurist, Politiker und Bürgermeister von Greifswald
- 1831, 12. Mai, Friedrich Wilhelm Schmidt, † 6. Februar 1902 in Karlsruhe, evangelischer Theologe und Prälat der Evangelischen Landeskirche in Baden
- 1835, 12. Januar, Heinrich von Kageneck, † 2. September 1887 auf Gut Munzingen, Majoratsherr und Politiker im Großherzogtum Baden.
- 1835, 5. Mai, Anton Hermann Albrecht, † 10. Februar 1906 in Dinglingen, evangelischer Theologe und Schriftsteller
- 1839, 30. August, Ludwig Marbe, † 21. November 1907 in Freiburg, Reichstags- und Landtagsabgeordneter (Zentrum)
- 1846, 29. April, Richard Reinhard, † 1. Juni 1920 in Freiburg, badischer Landtagsabgeordneter
- 1847 29. Jänner, Adelgundis Berlinghoff, † 7. März 1922, Äbtissin von St. Gabriel in Prag
- 1847, 10. November, Alfred Bräunig, † 1. März 1927 in Freiburg im Breisgau, von 1898 bis 1913 Bürgermeister von Rastatt
- 1848, 1. Mai, Eugen Krebs, † 31. Mai 1912 in Freiburg, Bankier
- 1848, 18. November, Joseph Lauterer, † 29. Juli 1911 in Brisbane, deutsch-australischer Mediziner, Biologe, Ethnologe und Reiseschriftsteller
- 1849, 6. Februar, Hermine Villinger, † 3. März 1917 in Karlsruhe, Schriftstellerin
- 1850, 28. Februar, Herman Schell (auch Hermann), † 31. Mai 1906 in Würzburg, katholischer Theologe und Philosoph
- 1850, 16. Juni, Ferdinand von Beck, † 20. August 1933 in Freiburg, königlich preußischer Generalleutnant
- 1850, 27. September, Franz Weber, † 13. Juli 1916 in Achern, Verwaltungsjurist, Oberbürgermeister von Konstanz

### 1851 bis 1900
- 1851, 21. Januar, Johann Heinrich Freiherr von und zu Bodman, † 26. April 1929 in Freiburg, badischer Innenminister (1907–1918) und Staatsminister (Regierungschef 1917–1918)
- 1851, 8. April, Fanny Mayer, † 9. Juni 1934 in Freiburg, Hotelière, langjährige Chefin des Hotels Feldberger Hof
- 1852, 10. März, Gustav Adolf Knittel, † 17. Mai 1909 in Freiburg, Bildhauer
- 1853, 30. Juni, Adolf Furtwängler, † 11. Oktober 1907 in Athen, Griechenland, klassischer Archäologe
- 1854, 31. Januar, Carl Schuster, † 2. August 1925 in Freiburg im Breisgau-Günterstal, Architekt und Maler
- 1854, 2. März, Wilhelm Lamey, † 14. August 1919 in Karlsruhe, Jurist und Amtmann im badischen Staatsdienst
- 1856, 30. März, Albert Schinzinger, † 20. Juli 1926, Unternehmer, japanischer Generalkonsul
- 1857, 24. August, Wilhelm Dürr der Jüngere, † 23. Februar 1900 in München, Maler, Zeichner und Hochschullehrer
- 1861, 30. Januar, Alexandra Schmitt, † 16. Februar 1941 in Eisenach, Schauspielerin
- 1864, 14. Januar,  Hermann Herder, sen., † 19. Oktober 1937 in Freiburg, Verleger
- 1864, 31. Mai, Johanna Straub, † 12. Juli 1956 in Freiburg, Politikerin (DDP), Landtagsabgeordnete
- 1865, 27. Februar, Julius Bueb, † 24. Mai 1944 in Groß Luckow, Manager, Generaldirektor der IG Farben
- 1865, 27. Juni, Marie Geck, † 13. August 1927 in Offenburg, Geschäftsfrau, Journalistin und Kommunalpolitikerin
- 1866, 5. März, Friedrich von Friedeburg, † 27. April 1933 in Berlin, preußischer Generalleutnant
- 1866, 26. März, Carl Christian Mez, † 8. Januar 1944 in Freiburg, Botaniker
- 1866, 25. September, Hermann Dischler, † 20. März 1935 in Hinterzarten, Maler
- 1868, 9. September, Karl von Mangoldt, † 2. Juli 1945 in Berlin, Jurist und Volkswirt, Wohnungsreformer
- 1868, 1. Oktober, Rudolf Schmid, † 1947 in Freiburg, Architekt und Maler
- 1870 (and. Quellen 1873), 26. Dezember, Oskar Graf, † 1957/1958 in Bad Boll, Maler, Zeichner und Radierer
- 1871, 10. Mai, Karl von Kageneck, geboren in Munzingen, † 1967, Oberst und Diplomat (Militärattaché)
- 1873, 14. Februar, Wolfgang Keller, † 16. Februar 1943 in Köln, Literaturwissenschaftler und Hochschullehrer
- 1873, 28. Mai, Wilhelm Haller, † 11. Januar 1950 in Freiburg, Maler
- 1873, 6. Juli, Friedrich Gempp, † 21. April 1947 in Moskau, Generalmajor sowie Gründer und erster Leiter der Abwehrgruppe der Reichswehr
- 1875, 16. April, Ludwig Haas, † 2. August 1930 in Karlsruhe, Rechtsanwalt, Landtags- und Reichstagsabgeordneter, badischer Innenminister
- 1875, 12. Juni, Luise Elisabeth Bertha Koch, Pseudonym: Maidy Koch, † 25. Mai 1966 in Rottweil, Lyrikerin und Dramatikerin
- 1875, 6. September, Richard Kuenzer, † 23. April 1945 in Berlin, Diplomat und Widerstandskämpfer gegen das NS-Regime
- 1875, 3. November, Robert Grumbach, † 14. Dezember 1960 in Freiburg, Rechtsanwalt und Politiker
- 1876, 28. März, Edwin Welte, † 4. Januar 1958 in Freiburg, Erfinder und Industrieller
- 1877, 16. November, Felix Hunn, † 10. Juli 1944, Fußballspieler
- 1878, 8. November, Johanna Kohlund, † 1968 in Freiburg, Frauenrechtlerin
- 1879, 20. Juni, Heinrich Brenzinger, † 1. Dezember 1960 in Freiburg im Breisgau, Unternehmer und Kunstförderer
- 1879, 2. Juli, Kurt von Lettow-Vorbeck, † 12. Januar 1960 in Kassel, Landrat in den Landkreisen Cochem und Prenzlau sowie Regierungsrat in Berlin
- 1879, 26. Juli, Waldemar Schleip, † 16. Mai 1948 in Heidelberg, Zoologe
- 1879, 21. August, Eugen Baumgartner, † 12. April 1944 in Freiburg, Politiker (Zentrum), Landtagspräsident, Kultusminister
- 1879, 6. September, Joseph Wirth, † 3. Januar 1956 in Freiburg, Politiker (Zentrum), MdR, Reichskanzler, Reichsaußenminister, Reichsinnenminister
- 1879, 26. Dezember, Julius Weismann, † 22. Dezember 1950 in Singen (Hohentwiel), Komponist
- 1880, 20. März, Josef Pollack, † 1958 in New York, Fußballspieler, Fußballfunktionär, Unternehmer und Mäzen des Freiburger FC
- 1880, 24. April, Karl Hauptmann, † 7. April 1947 auf dem Herzogenhorn, Gemeinde Geschwend, Maler
- 1880, 1. Mai, Albert Lasker, † 30. Mai 1952 in New York, US-amerikanischer Unternehmer; Gründer der Lasker Foundation
- 1880, 7. Juli, Theodor Herzog, † 6. Mai 1961 in Jena, Botaniker und Bryologe
- 1880, 30. Dezember, Karl Bär, † 22. August 1968, römisch-katholischer Geistlicher und Politiker
- 1881, 4. September, Engelbert Krebs, † 29. November 1950 in Freiburg, römisch-katholischer Theologe
- 1881, 30. Oktober, Karl Gruber, † 18. Juni 1927 in München, Mediziner, Biologe, Parapsychologe sowie Skipionier und Bergsteiger
- 1882, 24. Dezember, Georg Blessing, † 10. Dezember 1941 in München, Zahnarzt und Hochschullehrer
- 1883, 10. April, Richard Siebeck, † 15. Mai 1965 in Heidelberg, Internist und Hochschullehrer
- 1883, 8. Oktober, Otto Warburg, † 1. August 1970 in Berlin, Biochemiker, Arzt und Physiologe, Nobelpreisträger
- 1883, 26. November, Otto Koellreutter, † 23. Februar 1972 in Freiburg, Rechtswissenschaftler und Nationalsozialist
- 1884, 20. April, Otto van Rees, † 19. Mai 1957 in Utrecht, niederländischer Maler
- 1885, 17. April, Franz Hirtler, † 15. Juli 1947 in Lörrach, Lehrer und Schriftsteller
- 1885, 11. September, Heinrich Weber, † 25. September 1944 im KZ Mauthausen, Gewerkschafter und Opfer des Nationalsozialismus
- 1885, Werner Otto Müller-Hill, † 1977, Jurist
- 1886, 30. April, Adolf Gerteis, † 27. Januar 1957 in Frankfurt am Main, von 1940 bis 1945 Präsident der Generaldirektion der Ostbahn
- 1886, 3. Mai, Erich Rominger, † 28. Januar 1967 in Freiburg, Pädiater in Kiel
- 1886, 6. Mai, Karlheinz Martin, † 13. Januar 1948 in Berlin, Theater- und Filmregisseur sowie Drehbuchautor
- 1887, 30. Juli, Friedrich Denzel, † 7. August 1952 in Freiburg, Jurist und Landrat
- 1887, 7. Oktober, Friedrich Wilhelm Hack, † 4. Juni 1949 in Zürich-Hottingen, Jurist, Unternehmer und japanischer Netzwerker
- 1887, 18. Oktober, Friedrich Schaub, † 3. August 1957 in Freiburg, Historiker, Lehrer und Archivar der Universität Freiburg
- 1888, 2. September, Leo Wohleb, † 12. März 1955 in Frankfurt am Main, Politiker (Zentrum, CDU), MdL (Baden), Ministerpräsident des Landes Baden (1947–1952)
- 1888, 17. Oktober, Hugo Franz Knittel, † 5. Mai 1958 in Freiburg, Bildhauer
- 1888, 1. November, Carl Blum, † 31. Dezember in Balingen, Maler und Grafiker
- 1888, 21. Dezember, Kurt Heilbut, † 30. April 1943 im KZ Auschwitz, Schriftsteller und Redakteur
- 1889, 2. Mai, Rudolf Muchow, † 28. Februar 1962 in Freiburg, Maler und Zeichner des Expressionismus
- 1889, 12. September, Rudolf Hans Bernd Hoffmann, † 31. Dezember 1958 in Flensburg, Historiker und Hochschullehrer
- 1890, 24. August, Franz Philipp, † 2. Juni 1972, in Freiburg, Kirchenmusiker, Komponist
- 1891, 3. Februar, Luise Kräuter, † 21. Dezember 1937 in Freiburg, Politikerin (SPD), Landtagsabgeordnete
- 1891, 12. Februar, Ernst-Christoph Brühler, † 1. September 1961 in Freiburg, Politiker (DNVP / DP)
- 1891, 16. Februar, Hans F. K. Günther, † 25. September 1968, Eugeniker und „Rassenforscher“
- 1891, 19. September, Hans Heyck, † 24. Juni 1972 in Kempfenhausen, Schriftsteller und Dichter
- 1893, 3. Dezember, Julius Bissier, † 18. Juni 1965 in Ascona (Tessin), Maler (Vorläufer des Tachismus)
- 1894, 8. März, Margarete Ruckmich, † 3. Januar 1985 in Freiburg, Wegbereiterin für Frauenberufe in der katholischen Kirche
- 1894, 22. Mai, Friedrich Pollock, † 1970 in Montagnola (Tessin), Sozialwissenschaftler
- 1894, 18. Juli, Heribert von Larisch, † 16. Mai 1972 in Hamburg, Generalleutnant im Zweiten Weltkrieg
- 1894, 27. Juli, Elisabeth Rothweiler, † 8. Juni 1982 in Donaueschingen, Politikerin und Lehrerin
- 1894, 30. Oktober, Helmuth Klotz, † 3. Februar 1943 in Berlin-Plötzensee, Marineoffizier und Publizist
- 1895, 1. Januar, Hans Freiherr von Geyer zu Lauf, † 10. August 1959 in Freiburg, Maler
- 1895, 6. Februar, Sepp Allgeier, † 11. März 1968 in Ebnet, Kameramann und Fotograf
- 1895, 1. September, Engelbert Zaschka, † 26. Juni 1955 in Freiburg, Oberingenieur, Konstrukteur, Erfinder und Hubschrauber-Pionier
- 1895, 31. Oktober, Ludwig Weber, † 1991 in Beinwil am See, Pilot und Konstrukteur von Kraftfahrzeugen
- 1897, 31. Januar, Arnold Keller, † 1972 in Berlin, Philologe, Numismatiker und Fachautor
- 1898, 28. Mai, Adolf Wingler, † 30. August 1986, Jurist, Landgerichtspräsident in Waldshut und Heilbronn
- 1898, 1. August, Alfred Nitschke, † 19. Oktober 1960 in Tübingen, Professor für Kinderheilkunde und Rektor der Universität Tübingen
- 1898, 13. August, Josef Schmid, † 12. Oktober 1978 in Mainz, Geograf, Rektor der Johannes Gutenberg-Universität Mainz
- 1898, 26. August, Eduard Baumgarten, † 15. August 1982 in Frankfurt am Main, Philosoph und Soziologe
- 1898, 11. September, Werner Höll, † 14. April 1984 in Reutlingen, nationalsozialistischer Künstler
- 1898, 31. Dezember, Theophil Herder-Dorneich, † 11. Februar 1987 in Freiburg, Verleger
- 1899, 24. Februar, Karl Steiner, † 3. November 1983, Finanzwissenschaftler und -politiker
- 1899, 10. Juni, Wilhelm Eckert, † 12. November 1980 in Freiburg, Jurist, Hochschullehrer und Politiker (CDU), Landtagsabgeordneter, badischer Finanzminister
- 1899, 17. Oktober, Robert M. W. Kempner, † 15. August 1993 in Königstein im Taunus, stellvertretender Chefankläger bei den Nürnberger Prozessen
- 1900, 16. Februar, Konrad Beyerle, † 1979 in Singen (Hohentwiel) oder Überlingen, Ingenieur

### 1901 bis 1925
- 1901, 29. Mai, Hermann Kopf, † 5. Mai 1991 in Freiburg, Politiker (CDU), MdB
- 1901, 28. Juni, Gerhart Sieveking, † 16. April 1945 in Dwergte, Pädagoge, Literaturforscher und Übersetzer
- 1901, 10. August, Carl-Theodor Kromer, † 28. August 1993 in Freiburg, Ingenieur
- 1901, 30. August, Gerda von Kries, † 29. Februar 1972 in Freiburg, Schriftstellerin
- 1901, 27. September, Gero von Schulze-Gaevernitz, † 6. April 1970 in San Agustín/Gran Canaria, deutsch-US-amerikanischer Ökonom und Agent im Zweiten Weltkrieg
- 1901, 30. Oktober, Josef Brandel, † 15. Januar 1964 in Freiburg, von 1956 bis 1962 Oberbürgermeister der Stadt Freiburg im Breisgau
- 1902, 20. Februar, Martha Gubler-Waigand, † 19. Juli 2005 in Weinfelden, Fotografin
- 1902, 3. Mai, Hans Arno Joachim, † nach 27. März 1944, Schriftsteller
- 1902, 24. November, Hans Graf von Kageneck, † 15. September 1996 in Freiburg, Staatsbeamter, Diplomat und Träger des schwedischen Wasaordens (KVO 1938)
- 1903, 10. Februar, Waldemar Hoven, † 2. Juni 1948 in Landsberg am Lech, Standortarzt des KZ Buchenwald
- 1903, 2. Dezember, Fritz Strauss, † 13. Dezember 1948, Schneidermeister, kommissarischer Landrat des Landkreises Karlsruhe
- 1904, 5. März, Karl Rahner, † 30. März 1984 in Innsbruck, Österreich, kath. Dogmatiker
- 1904, 5. März, Max Rieger, † 5. März 1989 in Gengenbach, Fußballspieler
- 1904, 24. März, Hans Ludwig Gottschalk, † 17. Juli 1981 in Salzburg, Arabist
- 1904, 26. Juli, Werner Heidinger, † 14. Juni 1981, Chemiker, Politiker, Abgeordneter der Volkskammer der DDR
- 1905, 26. März, Erich Oberdorfer, † 23. September 2002 in Freiburg, Biologe und ein Pionier der Pflanzensoziologie
- 1905, 13. Mai, Hermann Anselment, † 5. Juli 1981 in Liestal (Schweiz), Maler
- 1905, 10. Juni, Hanns Ludin; hingerichtet am 9. Dezember 1947 in Bratislava, SA-Führer und Kriegsverbrecher
- 1906, 6. Juni, Ernst Petersen, † 30. März 1959 in Ihringen, Architekt und Schauspieler
- 1906, 8. Dezember, Heinz Krebs, † 11. August 2003 in Freiburg, Unternehmer und Bankmanager
- 1907, 30. Januar, Gerhard Kattermann, † 10. Mai 1943 in Karlsruhe, Bibliothekar
- 1907, 5. Februar, Hans Bender, † 7. Mai 1991 in Freiburg, Psychologe und Leiter des Instituts für Grenzgebiete der Psychologie und Psychohygiene
- 1907, 10. März, Franz H. Michael, † 1. August 1992 in Carmel-by-the-Sea, Sinologe
- 1907, 14. Juni, Volker Aschoff, † 14. Juli 1996 in Burgberg (Königsfeld), Hochschullehrer für Nachrichtentechnik und Rektor der RWTH Aachen
- 1907, 14. Juli, Ekke Wolfgang Guenther, † 19. März 1995 in Ehrenstätten, Geologe, Paläontologe und Hochschullehrer
- 1907, 8. November, Fritz Walter Meyer, † 4. März 1980 in Freiburg, Ökonom, Hochschullehrer und Wirtschaftsweiser
- 1907, 29. November, Alfred Mallebrein, † 16. November 1982 in Hinterzarten, Verwaltungsjurist, Landrat
- 1908, 4. Mai, Wolrad Eberle, † 13. Mai 1949 in Köln, Leichtathlet
- 1908, 19. Juli Hellmuth Hopp, † August 1944 in Plabennec, Bildhauer
- 1908, 10. Oktober, Edmund Stadler , † 30. Juli 1979 in Freiburg, Leichtathlet, Mittelstreckenläufer
- 1908, 25. Dezember, Christine Schwarz-Thiersch, † 25. November 1992 in Walkringen, Malerin und Autorin
- 1909, 23. Februar, Wolfgang F. Michael, † 9. Juli 1994 in Austin, deutschamerikanischer Germanist und Theaterhistoriker
- 1909, 4. April, Viktor Huber von Gleichenstein, † 16. Juni 1994 in Konstanz, Verwaltungsjurist und Landrat
- 1910, 12. Mai, Arnold Kleinschmidt, † 23. Mai 1998 in Lübeck, Mediziner und Hochschullehrer
- 1910, 28. Juni, Lotte Paepcke, † 9. August 2000 in Karlsruhe, Schriftstellerin
- 1910, 8. Oktober, Carmen Gronau, † 1999, Kunsthistorikerin und Kunsthändlerin
- 1910, 12. November, Kurt Hoffmann, † 25. Juni 2001 in München, Regisseur (Das Wirtshaus im Spessart)
- 1910, 1. Dezember, Gerhard Grimm, † 16. Juni 1990 in Neuötting, Beamter der Geheimen Staatspolizei (Gestapo)
- 1911. 21. März, Günther Klotz, † 7. April 1972 in Karlsruhe, Politiker, Oberbürgermeister in Karlsruhe
- 1911, 24. März, Manfred A. Schmid, † 27. Juli 2009 in Zähringen, Maler und Illustrator
- 1911, 14. Mai, Hans Münch, † 2001 in Roßhaupten, Arzt; Lagerarzt in den KZ Auschwitz und Dachau
- 1911, 20. Juni, Paul Pietsch, † 31. Mai 2012 in Karlsruhe, Rennfahrer und Verleger
- 1911, 17. September, Wolfgang von Groote, † 31. Juli 2000 in Kius, Offizier und Militärhistoriker
- 1912, 2. März, Priska von Martin, † 12. März 1982 in München, Bildhauerin und Zeichnerin
- 1912, 25. Mai, Elimar Precht, † 7. März 1969 in Offenburg, Lagerzahnarzt in Konzentrationslagern und SS-Hauptsturmführer
- 1912, 17. Juli, Elisabeth Schmid, † 27. März 1994 in Basel, Prähistorikerin, Geologin und Paläontologin
- 1912, 7. September, Ludwig Vorgrimler, † 23. Februar 1983, Waffenkonstrukteur
- 1913, 6. Januar, Marianne Grewe-Partsch, † 22. Februar 2004, Medienwissenschaftlerin, Juristin und Hochschullehrerin
- 1913, 25. Januar, Jürgen Aschoff, † 11. Oktober 1998 in Freiburg, Direktor am Max-Planck-Institut für Verhaltensphysiologie in Andechs und Mitbegründer der Chronobiologie
- 1913, 12. Juli, Renate Brie-Kölmel, Lyrikerin
- 1914, 1. Januar, Edith Picht-Axenfeld, † 19. April 2001 in Hinterzarten, Cembalistin
- 1914, 14. Februar, Karl August Hanke, † 16. Februar 1994 in Freiburg, Künstler und Druckgrafiker
- 1914, 19. April, Günther Haselier, † 9. Oktober 1991 in Karlsruhe, Lehrer, Historiker und Präsident der Landesarchivdirektion in Baden-Württemberg
- 1914, 22. Juli, Charles Regnier, † 13. September 2001 in Bad Wiessee, Schauspieler und Regisseur
- 1914, 9. August, Otto Kern, † 17. September 2009 in Bad Homburg vor der Höhe, Unternehmer
- 1914, 4. November, Dietrich Goldschmidt, † 20. Mai 1998 in Berlin, Soziologe und Bildungsforscher
- 1915, 13. Februar, Wilhelm Buggle, † 19. Mai 1989 in Tuttlingen, Politiker (CDU), Landtagsabgeordneter
- 1915, 24. Juni, Gretel Escher, geborene Kirchhoff, † März 2015 in der Nähe von Zürich, Illustratorin, Journalistin und Autorin
- 1915, 2. September, Hans-Joachim Koellreutter, † 13. September 2005 in São Paulo (Brasilien), deutsch-brasilianischer Komponist, Flötist, Dirigent und Musikpädagoge
- 1915, 9. September, Leif Geiges, † 5. April 1990 in Staufen im Breisgau, Fotograf und Reporter
- 1916, 30. Januar, Benno Kusche, † 14. Mai 2010, Opernsänger
- 1917, 8. November, Franz Laubenberger, † 26. Dezember 1993, Archivar
- 1918, 14. Oktober, Heinrich Bihler, † 17. Januar 2017 in Freiburg, Romanist, Hispanist, Katalanist und Mediävist
- 1919, 23. Juni, Luitgard Brem-Gräser, † 6. Januar 2013, Psychologin
- 1919, 30, September, Bernfried Leiber, † 16. August 2003 in Neu-Isenburg, Kinderarzt und Hochschullehrer
- 1920, 14. Juli, Ernst Seidel, † 5. August 2015 in Freiburg, Gründer und Ehrenpräsident des Europäischen Kulturforums Basel, Präsident der Stiftung Pro Europa sowie Verbandssyndikus und Unternehmer
- 1920, 20. August, Hermann Heidegger, † 13. Januar 2020 in Stegen, Historiker und Offizier
- 1920, 8. Oktober, Rolf Weinstock, gestorben am 2. Dezember 1952 in Freiburg. Schriftsteller und Überlebender des Holocaust
- 1921, 6. April, Walter Gerteis, † 17. November 1999, Bildhauer
- 1921, 13. Mai, Kurt Spitzmüller, † 15. Dezember 2014 in Nordrach, Politiker (FDP/DVP), MdB
- 1921, 1. September, Ingeborg Osswald-Lüttin (1921–2013), Malerin und Karikaturistin
- 1921, 28. Oktober, Fred Mayer, † 15. April 2016 in Charles Town (USA), während des 2. Weltkriegs Agent des US-amerikanischen Geheimdienstes OSS; verhinderte 1945 die Zerstörung Innsbrucks
- 1922, 15. April, Hans-Joachim Baeuchle, † 11. November 2007 in Hinterzarten, Politiker (SPD), Bundestagsabgeordneter
- 1922, 27. März, Wolfram Braxmaier, Richter am Bundesgerichtshof
- 1922, 16. September, Wendelin Müller-Blattau, † 1. Juni 2004 in St. Wendel, Musikwissenschaftler und Hochschullehrer
- 1923, 19. Oktober 1923, Inge Habig, † 11. Dezember 2022 in Herdecke a.d. Ruhr, Kunsthistorikerin und Hochschullehrerin
- 1923, 10. Juni, Heinrich Rombach, † 5. Februar 2004 in Würzburg, Philosoph
- 1924, 9. Januar, Georg H. Endress, † 14. Dezember 2008 in Arlesheim, Schweiz, Unternehmer der Mess- und Regeltechnik
- 1924, 16. Februar, Ellen Schmidt, † 24. August 2012 in Isernhagen, Medizinerin und Chemikerin, Rektorin der Medizinischen Hochschule Hannover
- 1924, 15. August, Hedy Epstein, † 26. Mai 2016 in St. Louis (Missouri), Schriftstellerin und Bürgerrechtlerin
- 1925, 25. Januar, Felix Eckstein, † 13. Januar 1988 in Freiburg, klassischer Archäologe
- 1925, 19. Juni, Erich Rossmann, † 21. Februar 2010 in Karlsruhe, Architekt

### 1926 bis 1950
- 1926, 14. April, Helmut Engler, † 25. Oktober 2015 in Freiburg, Jurist und Politiker der CDU
- 1926, 4. August, Hans Stoll, † 8. November 2012 in Freiburg, Rechtswissenschaftler und Hochschullehrer
- 1926, 11. August, Wera Frydtberg, † 16. Juni 2008 in München, Schauspielerin
- 1927, Otto Freese, † 2009 in Celle, Architekt, Baubeamter, Leiter des Hochbauamts Hamburg und Künstler
- 1927, 14. Januar, Hanna Mehr, geborene Strittmatter, † 24. November 2018 in Speicher, Schweizer Innenarchitektin, Malerin und Lyrikerin
- 1927, 4. April, Franz Anton Keller, † 28. März 2007 in Oberbergen, Winzer, Weinhändler, Gastronom und Hotelier
- 1927, 7. April, Albrecht Schlageter, † 6. Juni 1999 in Lörrach, Studiendirektor, Heimat- und Bergbauforscher
- 1927, 26. April, Henrik Froriep, Jurist und Fabrikant, geschäftsführender Gesellschafter der Maschinenfabrik Froriep
- 1927, 2. Dezember, Rudolf Albert Maier, † 2. Juli 2012 in Gauting, Archäologe und Landeskonservator am Bayerischen Landesamt für Denkmalpflege
- 1927, 24. Dezember, Angelika Schrobsdorff, † 31. Juli 2016 in Berlin, Schriftstellerin
- 1928, 17. Februar, Wolfhart Zimmermann, † 18. September 2016, theoretischer Physiker
- 1928, 12. März, Alfred Erhart, † 18. Januar 1984 in Stegen-Eschbach, Bildhauer
- 1928, 14. März, Karl Schmitz-Moormann, † 10. Oktober 1996 in Princeton, Philosoph und katholischer Theologe
- 1928, 23. April, Karlfried Gründer, † 12. März 2011 in Freiburg, Philosophiehistoriker
- 1928, 17. Juli, Philipp Herder-Dorneich, Verleger, Ökonom und Sozialwissenschaftler, Hochschullehrer
- 1928, 4. August, Wolfgang Freiherr Marschall von Bieberstein, † 10. Juni 2003, Jurist und Hochschullehrer
- 1928, 11. Oktober, Ernst von Rudloff, Architekt und Hochschullehrer
- 1928, 23. Oktober, Günther Gillessen, Historiker, Publizist, Zeitungsredakteur und Professor für Pressejournalismus
- 1929, 4. Januar, Herbert Vorgrimler, † 12. September 2014 in Münster (Westfalen), Theologe, Freund und Nachfolger Karl Rahners
- 1929, 28. Januar, Friedemann Merkel, † 11. Mai 2004, evangelischer Theologe, Hochschullehrer
- 1929, 1. März, Klaus Weise, † 14. Mai 2019 in Zwenkau bei Leipzig, Psychiater und Hochschullehrer
- 1929, 3. April, Klaus Hemmerle, † 23. Januar 1994 in Aachen, Bischof von Aachen 1975–1994
- 1929, 28. April, Hans Auras, † 27. August 2016, Architekt und Hochschullehrer
- 1929, 15. Juni, Wolfgang Edelstein, † 29. Februar 2020 in Berlin, Sozial- und Erziehungswissenschaftler
- 1929, 20. August, Franz Götz, † 29. Juli 2020 in Singen, Historiker und Archivar
- 1929, 21. November, Wolfgang Kleiber, † 4. Juni 2020, Sprachwissenschaftler
- 1930, 13. Januar, Werner Fischer, Goldschmied, Künstler, Kunstsammler, Gemmologe und Sachverständiger für Edelsteine und Perlen
- 1930, 8. Mai, Peter Felsenstein-Brenner, † 16. September 2024 in Rommersheim, Opernregisseur und -Intendant
- 1930, 1. Juli, Michael Freiherr Marschall von Bieberstein, † 19. Januar 2012, Journalist, Kulturmanager und Übersetzer
- 1930, 28. Oktober, Paul H. Welte OP, † 4. Februar 2017 in Augsburg, Ordensgeistlicher und Theologe
- 1931, 4. Januar, Alexander Arnot, † 15. August 2023 in Berlin, Diplomat
- 1931, 14. Januar, Ulrich Stierlin, † 9. April 1994, Physiker (experimentelle Teilchenphysik).
- 1931, 17. Januar, Sonja Sutter, † 2. Juni 2017 in Baden (Niederösterreich), Film- und Theaterschauspielerin
- 1931, 1. Februar, Joachim Wollasch, † 8. August 2015 in Illingen (Württemberg), Historiker
- 1931, 18. März, Peter Starlinger, † 1. September 2017, Genetiker und Molekularbiologe
- 1931, 6. April, Andreas Holschneider, † 24. September 2019 in Baden-Baden, Musikhistoriker und Schriftsteller
- 1931, 26. April, Norbert Greinacher, † 5. März 2022, römisch-katholischer Theologe
- 1931, 16. Juni, Francesca Schinzinger, † 8. November 1995 in Aalen, Historikerin
- 1931, 18. Juni, Hans Maier, Politiker und Politikwissenschaftler
- 1931, 30. August, Josef Müller, † 2. Dezember 1998 in Freiburg im Breisgau, katholischer Theologe
- 1932, 22. April, Jürgen van de Loo, † 13. August 2016, Mediziner und Hochschullehrer
- 1932, 7. Oktober, Ulrich Hommes, Philosoph, Jurist, Autor und Hochschullehrer
- 1933, 5. Februar, Benno Müller-Hill, † 11. August 2018, Biochemiker und Genetiker
- 1933, 15. Juli, Gaby Steffan, Schauspielerin
- 1933, 15. August, Wolfgang Held, † 11. Dezember 2016 in London, Schriftsteller und Übersetzer
- 1933, 22. November, Conrad Schroeder, † 28. September 2006 in Freiburg, Politiker (CDU), Abgeordneter des Bundes- und des Landtags, Regierungspräsident des Regierungsbezirks Freiburg
- 1934, 24. April, Heinrich Hamm, † 21. September 2017, Organist, Chorleiter, römisch-katholischer Kirchenmusiker und Hochschullehrer
- 1934, 16. Juli, Johannes Bauch, † 5. Januar 2022 in Berlin, Diplomat, Botschafter der Bundesrepublik Deutschland
- 1934, 27. Juli, Rita Czech-Blasel, † 25. März 2023 in Freiburg, Skilangläuferin
- 1934, 10. August, Bruno Köbele, ehemaliger Bundesvorsitzender der Industriegewerkschaft Bau-Steine-Erden
- 1934, 29. September, Hugo Leicht, † 2. Juni 2000 in Pforzheim, Politiker der CDU
- 1935, Helga Gebert, Illustratorin, Malerin, Autorin und Übersetzerin
- 1935, 5. Januar, Wilhelm Seidel, † 20. November 2020 in Neckargemünd, Musikhistoriker
- 1935, 9. Februar, Walter Sturm, † 20. März 2018 in Freiburg, Maler
- 1935, 11. Februar, Alfonso Hüppi, Maler, Bildhauer, Grafiker
- 1935, 24. Juli, Gerhard Ulsamer, † 30. Mai 1999, Jurist, Richter am Bundesgerichtshof von 1978 bis 1999
- 1935, 27. September, Ursula Kuri, Politikerin (CDU), Landtagsabgeordnete
- 1936, 12. August, Georg Philippi, † 6. Juli 2010, Biologe und Pflanzensoziologe
- 1936, 1. November, Clausdieter Schott, † 17. Juli 2023, Rechtshistoriker und Hochschullehrer
- 1937, Ingrid Goetz, Architektin
- 1937, 9. März, Peter Vogel, † 8. Mai 2017 in Freiburg, Objektkünstler
- 1937, 29. März, Hansjörg Seeh, Kommunalpolitiker (SPD), von 1988 bis 2002 Sozialbürgermeister von Freiburg
- 1937, 2. Mai, Hagen Keller, Historiker und Hochschullehrer
- 1937, 1. Juni, Peter Nestler, Schauspieler und Dokumentarfilmer
- 1937, 25. Juni, Max Georg Huber, † 20. März 2017 in Bonn, Physiker, Professor der Universität Bonn und langjähriger Vizepräsident des DAAD
- 1937, 29. Oktober, Michael Ponti, † 17. Oktober 2022 in Garmisch-Partenkirchen, US-amerikanischer Pianist
- 1938, 15. März, Gero Soergel, Kirchenmusiker
- 1938, 26. März, Manfred Gerber, Generalleutnant des Heeres der Bundeswehr
- 1938, 28. Mai, Paul-Ludwig Weinacht, Politikwissenschaftler und Hochschullehrer
- 1938, 29. Oktober, Jörg Keller (*  1938), Mineraloge, Geochemiker, Vulkanologe und Hochschullehrer
- 1939, 1. Juni, Dieter Schmidt, Mediziner, Augenarzt, Hochschullehrer
- 1939, 24. Juni, Dieter Zeller, † 16. Februar 2014, römisch-katholischer Theologe, Religionswissenschaftler und Hochschullehrer
- 1939, 3. Dezember, Karl Nicola, † 18. März 2023 in Weisweil, Politiker (SPD), Landtagsabgeordneter von 1972 bis 1992
- 1940, 18. April, Hans Erich Schött, Politiker
- 1940, 29. April, Karl-Peter Wettstein, † 16. März 2013 in Plankstadt, Politiker (SPD), Landtagsabgeordneter von 1972 bis 2000
- 1940, 13. Mai, Anton Stingl jun., Kirchenmusiker und Musikwissenschaftler
- 1940, 27. August, Hans Jörg Sandkühler, Philosoph und emeritierter Professor
- 1940, 7. Dezember 1940, Klaus Tschira, † 31. März 2015 in Heidelberg, Unternehmer
- 1941, 28. März, Helmut Lutz, Bildhauer
- 1941, 15. Juni, Winfried E.H. Blum, Bodenbiologe und Forstwissenschaftler
- 1941, 23. Juni, Hermann Wellenreuther, Historiker und Hochschullehrer
- 1941, 18. Juli, Karl von Wogau, von 1979 bis 2009 Europaabgeordneter der CDU und Mitglied des Vorstands der EVP, seit 2010 Generalsekretär der Kangaroo Group
- 1941, 24. September, Hans Reiner Böhm, † 5. März 2024 in Darmstadt, Ingenieur und Hochschullehrer für Umwelt- und Raumplanung
- 1941, 2. Dezember, Hans-Otto Mühleisen, Politikwissenschaftler und Publizist zur südwestdeutschen Landesgeschichte
- 1942, 7. Januar, Björn R. Kommer, Kunsthistoriker und Museumsdirektor
- 1942, 26. Februar, Wolf Gremm, † 14. Juli 2015 in Berlin, Regisseur und Drehbuchautor
- 1942, 8. Juli, Günter Schrempp, Politiker (SPD), Landtagsabgeordneter
- 1942, 18. September, Wolfgang Schäuble, † 26. Dezember 2023 in Offenburg, Politiker (CDU), MdB, Bundesminister für besondere Aufgaben (1984–89), Bundesinnenminister (1989–91, 2005–09), Bundesfinanzminister (2009–17), Bundestagspräsident (2017–21), Vorsitzender der CDU/CSU-Fraktion im Bundestag und Vorsitzender der CDU
- 1943, 19. März, Peter Radtke, Autor und Schauspieler sowie Mitglied im Deutschen Ethikrat
- 1943, 4. November, Ingeborg Schäuble, Vorsitzende der Deutschen Welthungerhilfe
- 1944, Hans-Joachim Goetz, Diplomat, Botschafter in Slowenien
- 1944, Bernd Müller, Brigadegeneral und Historiker
- 1944, 1. Februar, Jon Baumhauer, Unternehmer und Klinischer Psychologe
- 1944, 14. März, Peter-Paul Zahl, Schriftsteller
- 1944, 27. Juni, Hans Julius Schneider, Philosophieprofessor
- 1944, 12. Juli, Christoph Cremer, Physikprofessor
- 1944, 17. Juli, Isabelle Carlson, Theater- und Fernsehschauspielerin
- 1944, 10. August, Rupert Klaus Neuhaus, Jurist, Richter am Bundessozialgericht
- 1944, 16. August, Rainer Dietrich, Germanist, Linguist und Prorektor in Heidelberg
- 1944, 15. September, Jürgen Schrempp, Manager, von 1995 bis 2005 Vorstandsvorsitzender von DaimlerChrysler
- 1944, 21. September, Gabriele Dahms, † 17. April 1999 in Heidelberg, Malerin
- 1945, 2. Januar, Adolf Seger, Ringer, zweifacher Weltmeister und Medaillen-Gewinner bei den Olympischen Spielen 1972 in München und 1976 in Montreal
- 1945, 29. Juni, Andrea Jonasson, Schauspielerin
- 1946, 22. Juli, Joachim Bohnert, Rechtswissenschaftler
- 1946, 24. Juli, Norbert Hartmann, † 14. Juli 2007 in Binzen, Maler und Zeichner
- 1947, OMI Riesterer, Künstler
- 1947, 10. Januar, Karl-Reinhard Volz, Forstwissenschaftler, Professor an der Albert-Ludwigs-Universität
- 1947, 1. März, Jörg Müller, Koch
- 1947, 14. März, Karl-Heinz Mießmer, Fußballspieler
- 1947, 11. Juni, Klaus Belke, Byzantinist und Hochschullehrer
- 1947, 11. Juni, Artur Stoll, † 4. März 2003, Maler, Bildhauer und Objektkünstler
- 1947, 4. August, Günter Koch, Informatiker, Unternehmensberater, Forschungsmanager und Projektentwickler
- 1947, 2. Oktober, Frank Günther, † 15. Oktober 2020 in Ulm, Regisseur,  literarischer Übersetzer und Professor an der Freien Universität Berlin
- 1948, Albert Schmidt, Benediktiner, Abtpräses der Beuroner Kongregation
- 1948, 22. Februar, Angelika Bender, Schauspielerin und Synchronsprecherin
- 1948, 26. Februar, Klaus Spürkel, † 20. Juli 2016 in Riegel am Kaiserstuhl, Schauspieler und Hörspielsprecher
- 1948, 3. Juni, Bertram Kienzle, Philosoph
- 1948, 6. November, Christoph Bayer, Politiker (SPD), Landtagsabgeordneter
- 1948, 8. November, Bernhard Wolf, Biophysiker und Hochschullehrer
- 1949, 24. Januar, Nikolaus Brender, ehemaliger Chefredakteur des ZDF
- 1949, 28. Februar, Barbara Dürk, † 20. April 2014 in Frankfurt am Main, Gewerkschaftsfunktionärin, Publizistin und Unternehmensberaterin
- 1949, 5. April, Tadeus Pfeifer, † 11. September 2010 in Basel, Schweizer Schriftsteller
- 1949, 29. Mai, Johann Krieger, Oberbürgermeister von Ehingen (Donau)
- 1950, Franz Keller, Koch, Gastwirt und Öko-Bauer
- 1950, Birgit Koch, Schauspielerin, Hörspielsprecherin und Autorin von Hörspielen, Features und Kabarett-Programmen
- 1950, Eva Meyer, Philosophin, Schriftstellerin und Filmemacherin
- 1950, 5. Februar, Alfred Haas, Politiker (CDU), Landtagsabgeordneter
- 1950, 2. März, Götz Rehn, Unternehmer und Geschäftsführer des in der Bio-Supermarktkette Alnatura
- 1950, 10. März, Thomas Mertens, Arzt und Virologe
- 1950, 28. April, Manfred Borchard, † 30. September 2015 in Freiburg, Schriftsteller und Herausgeber
- 1950, 18. Mai, Gebhard J. Selz, Altorientalist und Hochschullehrer
- 1950, 26. Juni, Peter Gaymann, Cartoonist, Graphiker und Schriftsteller
- 1950, 28. Juli, Wolfgang Weber, Historiker und Hochschullehrer
- 1950, 4. Dezember, Gerhard Oberlin, Lehrer, Literatur- und Kulturwissenschaftler, Wissenschaftspublizist, Lyriker und Erzähler

### 1951 bis 1975
- 1951, Friederike Sinn-Henninger, Klassische Archäologin
- 1951, Wieland Speck, seit 1992 Programmleiter der Sektion Panorama der Internationalen Filmfestspiele Berlin (Berlinale)
- 1951, 14. Februar, Berthold Kirner, † 18. November 2022 in Karlsruhe, Maler
- 1951, 1. Mai, Paul Munzinger, Unterwasserfotograf, Autor und freier Journalist
- 1951, 22. August, Thomas Renner, Bankmanager
- 1951, 31. August, Friedemann Witecka, Musiker und Musikproduzent
- 1951, 17. November, Wolfgang Götz, Wirtschaftswissenschaftler
- 1951, 1. Dezember, Eckart Conrad Lutz, Germanist und Hochschullehrer
- 1951, 13. Dezember, Christian Berger, Musikwissenschaftler und Hochschullehrer
- 1952, Günter A. Buchwald, Dirigent, Pianist, Violinist und Komponist
- 1952, Andreas Hartmann, Volkskundler und Hochschullehrer
- 1952, Sibyl Quinke, Autorin
- 1952, 12. April, Christof Wetterich, theoretischer Physiker
- 1952, 17. Mai, Martin Zeiher,  † 25. Oktober 2019, Politiker (CDU) und Abgeordneter im Landtag von Baden-Württemberg
- 1952, 7. September, Minne Graw, Musikerin, ehemalige Sängerin der Band Ougenweide
- 1952, 7. Oktober, Dieter Rita Scholl, Schauspieler und Chansonier
- 1952, 15. Oktober, Willy Voss, Shōtōkan-Karateka, Europameister und Vize-Weltmeister
- 1953, Herbert Schillinger, Geschäftsführer der Deutschen Rentenversicherung Bund
- 1953, 10. Februar, Andreas Barner, Sprecher der Unternehmensleitung von Boehringer Ingelheim
- 1953, 8. April, Heinrich Meier, Philosoph
- 1953, 13. April, Tilman Mayer, Politologe und Hochschullehrer
- 1953, 3. Mai, Ute Daniel, Historikerin
- 1953, 13. Mai, Georg Zipfel, Skilangläufer
- 1953, 25. Juni, Susanne von Caemmerer, deutsch-australische Biologin, Mathematikerin und Hochschullehrerin
- 1953, 25. Juni, Patrick Roth, Schriftsteller und Regisseur
- 1953, 10. September, Andrea Haufe, Künstlerin und Verlegerin
- 1953, 7. November, Harald Becker, Unternehmer und Automobilrennfahrer
- 1953, 29. November, Sabine Schlager, Politikerin (Bündnis 90/Die Grünen), Landtagsabgeordnete
- 1954, Anne-Marie Bonnet, Kunsthistorikerin
- 1954, Fritz Fischer, Kunsthistoriker
- 1954, 24. Juli, Bernhard Schätzle, Politiker (CDU), Landtagsabgeordneter von 2006 bis 2011
- 1954, 14. August, Alexander Schoch, Politiker (Bündnis 90/Die Grünen), Landtagsabgeordneter ab 2011
- 1954, 31. Oktober, Gerhard Conrad, Islamwissenschaftler, Jurist und ehemaliger Direktor des EU Intelligence Analysis Centre (INTCEN)
- 1955, Hubert Klausmann, Germanist und Dialektologe
- 1955, 2. Februar, Ulrich Kutschera, Evolutionsbiologe und Pflanzenphysiologe, Professor in Kassel und Stanford (USA)
- 1955, 27. Juni, Eckhard Meyer-Zwiffelhoffer, Althistoriker
- 1955, 30. Juni, Rinaldo Hopf, Künstler
- 1955, 27. August, Dorothea Störr-Ritter, Politikerin (CDU), Bundestagsabgeordnete, seit 2007 Landrätin im Landkreis Breisgau-Hochschwarzwald
- 1955, 25. September, Harald Weiß, † 10. Oktober 2013 in Mainz, Journalist, Programmchef beim Südwestrundfunk (SWR)
- 1955, 21. Dezember, Karl-Heinz Charly Schulz, Fußballspieler
- 1956, Joachim Goldberg, Finanzmarktanalyst und -autor
- 1956, Susanne Höfler, Malerin, Zeichnerin, Grafikerin
- 1956, Barbara Unmüßig, Politologin, seit 2002 Ko-Vorständin der Heinrich-Böll-Stiftung
- 1956, 23. Februar, Sabine Sauer, Fernsehmoderatorin und Journalistin
- 1956, 12. März, Peter Weiß, Politiker (CDU), Mitglied des Deutschen Bundestags
- 1956, 21. April, Susanne Wetterich, Politikerin (CDU), Journalistin und Autorin
- 1956, 29. April, Verena Klemm, Islamwissenschaftlerin
- 1956, 1. Juni, Peter Kalchthaler, Kunsthistoriker
- 1956, 14. Juni, Gabriele Zeller, Indologin und Bibliothekarin
- 1956, 20. Juli, Rainer Luick, Biologe
- 1956, 39, Juli, Axel Lamprecht, Wirtschaftsinformatiker und Hochschullehrer
- 1956, 30. September, Gerhard Daum, Komponist von Filmmusik, Musiker und Produzent
- 1956, 20. Oktober, Peter Zipfel, deutscher Skilangläufer
- 1957, Ulrich M. Gassner, Rechtswissenschaftler
- 1957, Thomas Kliche, Bildungsforscher, Politologe und Psychologe
- 1957, 8. Februar, Katherine Freese, deutsch-amerikanische Astrophysikerin
- 1957, 18. März, Christoph Clauser, Geophysiker und Hochschullehrer
- 1957, 2. April, Friedrich Walter Keller, Winzer, Weinhändler, Gastronom, Hotelier und DFB-Präsident
- 1957, 28. April, Julian Würtenberger, Politiker (CDU), Regierungspräsident des Regierungsbezirks Freiburg, Staatssekretär im Innenministerium Baden-Württemberg
- 1957, 25. August, Michael Hofmann, englischer Lyriker, Übersetzer und Literaturwissenschaftler
- 1957, 9. Oktober, Sibylle Bassler, Fernsehjournalistin und Filmautorin
- 1957, 7. Dezember, Christina Klausmann, Historikerin, Publizistin und Kuratorin
- 1957, 17. Dezember, Achim Egner, Jurist und Manager
- 1957, 18. Dezember, Dorothea Dieckmann, Schriftstellerin und Journalistin
- 1958, 17. Februar, Wolfgang Schüler, † 24. April 2024, Fußballspieler
- 1958, 26. März, Benjamin Pütter, evangelischer Theologe, Kinderarbeitsexperte und Autor
- 1958, 4. Mai, Lukas Hammerstein, Jurist und Schriftsteller
- 1958, 14. September, Susanne Conrad, Journalistin und Fernsehmoderatorin
- 1959, Stephan Berg, Kurator und Museumsdirektor
- 1959, 5. April, Uwe Sachs, Ringer
- 1959, 1. Mai: Bea von Malchus, Schauspielerin
- 1959, 5. Juni, Wolfgang Pfau, Unternehmer, Ökonom und Hochschullehrer
- 1959, 20. September, Thomas Rees, Bildhauer
- 1959, 8. Oktober, Christoph von Marschall, Journalist
- 1960, Martin Ruf, Schriftsteller und Übersetzer
- 1960, Mario Schmidt, Physiker und Umweltwissenschaftler, Hochschullehrer
- 1960, 1. Januar, Johannes Müller-Franken, Maler
- 1960, 29. März, Rainer Hans Straub, Mediziner und Hochschullehrer
- 1960, 24. Juni, Bettina Böhler, Filmeditoren
- 1960, 10. Juli, Karl Leo, Physiker und Hochschullehrer
- 1960, 6. Oktober, Wolfgang Lützner, seit 2010 Oberbürgermeister von Böblingen
- 1960, 30. Dezember, Andrea Sauvigny, Volleyballspielerin
- 1961, Martin Mark, katholischer Priester und Theologe
- 1961, Matthias Stich, Musiker
- 1961, 11. Juli, Urs Heftrich, Slawist, Übersetzer und Lyriker
- 1961, 2. Oktober, Katharina Grosse, Malerin
- 1961, 30. Dezember, Sven Bruhn, Sportwissenschaftler und Hochschullehrer
- 1962, Andreas Müller, Journalist
- 1962, 28. Januar, Miriam Gebhardt,  Historikerin, Autorin und Journalistin
- 1962, 29. April, Stephan Burger, Erzbischof
- 1962, 8. Mai, Peter Hilse, Radrennfahrer
- 1962, 11. Juli, Georg-Friedrich Wolf, Stahlbildhauer
- 1962, 3. August, Matern Freiherr Marschall von Bieberstein, Politiker
- 1962, 26. August, Joachim Zelter, Schriftsteller
- 1962, 26. Oktober, Inga Rosa Kammerer, Schauspielerin
- 1962, 26. Oktober, Markus Vogt, Sozialethiker und Theologe
- 1962, 2. November, Hartmut Zohm, Plasmaphysiker
- 1962, 10. Dezember, Helmut Walser Smith, Historiker
- 1963, Carmen Fuggiss, Opern- und Operettensängerin (Sopran)
- 1963, Hans-Christian von Herrmann, Literaturwissenschaftler
- 1963, Georg Schmidt, Diplomat
- 1963, 4. Januar, Dieter Willmann, Eishockeyspieler
- 1963, 12. Januar, Johannes Müller-Lancé, Romanist und Hochschullehrer
- 1963, 23. Mai, Katharina Pistor, deutsche Juristin, die in den USA lehrt
- 1963, 29. Oktober, Thomas Reis, † 23. Juni 2024 in Köln, Kabarettist
- 1963, 19. Dezember, Til Schweiger, Schauspieler und Filmproduzent
- 1963, 21. Dezember, Ulrike Wulf-Rheidt, † 13. Juni 2018 in Athen, Bauforscherin
- 1964, Monika Baer, Malerin
- 1964, Sebastian Huber, Dramaturg
- 1964, Hannfried Lucke, Organist und Hochschullehrer
- 1964, Susanne Oswald, Autorin
- 1964, 19. März, David Poeppel, Psychologe und Neurowissenschaftler
- 1964, 21. August, Bernd Lambrecht, Schauspieler, Musicaldarsteller, Hörspiel- und Synchronsprecher
- 1964, 3. November, Timo Ben Schöfer, Schauspieler
- 1965, Anuk Ens, Schauspielerin
- 1965, 22. Januar, Anja Freese-Binder, Schauspielerin
- 1965, 7. März, Inka Friedrich, Schauspielerin
- 1965, 11. August, Christian Elsner, Opernsänger, Gesangspädagoge und Hochschullehrer
- 1965, 20. September, Frank Dietrich, Ruderer, zweimaliger Weltmeister im Achter
- 1965, 3. Oktober, Julian Osswald, Oberbürgermeister von Freudenstadt
- 1965, 13. Oktober, Harald Krüger, Manager und Vorstandsvorsitzender
- 1966, Carl Ludwig Hübsch, Jazz- und Improvisationsmusiker
- 1966, Thiemo Janssen, Organist und Kirchenmusiker
- 1966, Annette Krause, Journalistin und Fernsehmoderatorin
- 1966, Tobias Moers, Manager der Mercedes-AMG und von Aston Martin
- 1966, Cyrill Schäfer, Benediktiner, Kirchenhistoriker
- 1966, 22. Januar, Anja Freese, Schauspielerin
- 1966, 9. Februar, Heiner Garg, Politiker (FDP)
- 1966, 18. Mai, Christiane Fux, Journalistin und Schriftstellerin
- 1966, 9. Oktober, Thomas Eichin, Fußballspieler und Sportmanager
- 1967, Christoph Keller, Künstler
- 1967, Friederike von Rauch, Fotografin
- 1967, Frauke Steiner, Schauspielerin und Regisseurin
- 1967, Gernot Ziegler, Jazzmusiker
- 1967, 27. Februar, Felix Eitner, Schauspieler
- 1967, 9. März, Viktor Haase, politischer Beamter (Bündnis 90/Die Grünen)
- 1967, 19. April, Julia Fritz-Steuber, deutsche Mikrobiologin und Hochschullehrerin
- 1967, 25. April, Michael Schwarz, Basketballspieler und -trainer
- 1967, 25. April, Jeannette Wopperer, Politikerin (CDU), Regionaldirektorin der Region Stuttgart
- 1967, 2. September, Sandra Becker, Videokünstlerin
- 1967, 4. September, Susanne Vogel, Bassistin
- 1967, 13. September, Thomas Schweizer, Fußballspieler und -trainer
- 1967, 7. Oktober, Franz Lustig, Kameramann
- 1967, 14. Dezember, Ulrich Meyer-Doerpinghaus, Bibliothekar und Historiker
- 1968, Andrea Neumann, Musikerin und Komponistin
- 1968, 28. Februar, Anja Straub, Schweizer Degenfechterin, Weltmeisterin
- 1968, 17. März, Philipp Frank, Oberbürgermeister von Waldshut-Tiengen
- 1968, 22. April, Eike Schmidt, Kunsthistoriker, 2015–2023 Direktor der Uffizien in Florenz, seit 2024 Leiter des Museo di Capodimonte in Neapel
- 1968, 22. Oktober, Jimmy Schulz, † 25. November 2019 in Hohenbrunn, Unternehmer und Politiker (FDP)
- 1969, 12. März, Frauke Schmitt Gran, Orientierungsläuferin
- 1969, 27. Juni, Patrick Hünerfeld, Arzt und Journalist, Autor und Regisseur
- 1969, 4. September, Sandra von Möller, Unternehmerin und Rechtsanwältin
- 1969, 10. September, Arne Moritz, Landtagsabgeordneter (CDU Nordrhein-Westfalen)
- 1969, 23. September, Michael Rich, Radrennfahrer
- 1969, 25. September, Robert Schupp, Schauspieler
- 1969, 5. Dezember, Verena Carl, Schriftstellerin
- 1969, 12. Dezember, Christian Meyer, Radrennfahrer, Olympiasieger
- 1970, Barbara Kirchner, Chemikerin und Schriftstellerin
- 1970, Annette Zgoll, Altorientalistin
- 1970, 29. Januar, Antje Runge, Politikerin (SPD), designierte Bürgermeisterin von Oberursel (Taunus)
- 1970, 23. Februar, Nikola Lutz, Komponistin und Saxophonistin
- 1970, 13. Juli, Katharina Zapatka, Schauspielerin
- 1970, 8. Oktober, Dominik Geppert, Historiker
- 1971, Andrea Geyer, Künstlerin in den Bereichen Medien, Fotografie, Videokunst
- 1971, Eckart Hahn, Maler
- 1971, 8. Februar, Natalie Lumpp, Sommelière
- 1971, 24. April, Daniela Evers, Politikerin (Bündnis 90/Die Grünen), Landtagsabgeordnete
- 1971, 5. August, Christine Strobl, Medienmanagerin und Programmdirektorin der Fernsehprogramms Das Erste
- 1971, 27. August, Dirk Baldinger, Radrennfahrer
- 1971, 29. September, Sören Bühler alias Ferris Bueller, Musiker (Scooter)
- 1971, 18. Dezember, Wolfgang Emanuel Schmidt, Cellist und Hochschullehrer
- 1972, Katharina Klöcker, römisch-katholische Theologin und Journalistin
- 1972, Rüdiger Tonojan, Politiker (Bündnis 90/Die Grünen)
- 1972, Reimut Zohlnhöfer, Politikwissenschaftler
- 1972, 21. Januar, Sven Hinterseh, Landrat im Schwarzwald-Baar-Kreis
- 1972, 26. Februar, Steffen Disch, † 3. März 2025, Sternekoch
- 1972, 30. April, Silke Gast, Leichtathletin
- 1972, 7. August, Wolfram Eilenberger, Publizist und Philosoph
- 1972, 11. November, Andreas Pečar, Historiker
- 1973, 8. Februar, Judith Sehrbrock, Schauspielerin
- 1973, 21. April, Nadeshda Brennicke, Schauspielerin
- 1974, Julian Hans, Journalist
- 1974, 11. März, Hanna Nitsch, Künstlerin
- 1974, 7. Mai, Felix Cramer, Kameramann
- 1974, 24. Juni, Tamina Kallert, Fernsehmoderatorin
- 1974, 25. September, Barbara M. Eggert, Kunsthistorikerin
- 1974, 14. November, Michael Gwosdz, Politiker (Bündnis 90/Die Grünen)
- 1975, Felix Krieger, Dirigent
- 1975, 12. Januar, Alexander Bonde, Politiker (Bündnis 90/Die Grünen), Minister für Ländlichen Raum und Verbraucherschutz Baden-Württemberg (2011–2016)
- 1975, 3. März, Johanna Wokalek, Schauspielerin
- 1975, 19. März, Frédéric Vonhof, Schauspieler
- 1975, 24. Mai, Claudia Verdicchio-Krause, Sportschützin
- 1975, 3. Juli, Ulrike Liebert, Richterin am Bundesgerichtshof
- 1975, 20. Juli, Sven Valenti, Eishockeyspieler
- 1975, 7. August, Uta Kühnen, Judoka
- 1975, 8. September, Franklin, Moderator und Magier
- 1975, 24. Oktober, Max Giermann, Schauspieler

### 1976 bis 2000
- 1976, Sebastian Kürschner, Sprachwissenschaftler
- 1976, 9. März, Lars Voßler, Fußballtrainer
- 1976, 15. Oktober, Maren Valenti, Eishockeyspielerin
- 1976, 1. November, Isabell Otto, Medienwissenschaftlerin
- 1976, 24. November Ute Geisenberger, Richterin am Bundesfinanzhof
- 1977, Sebastian Leber, Journalist und Sachbuchautor
- 1977, Miriam Liedvogel, Zoologin und Evolutionsbiologin
- 1977, Sina Müller, Schriftstellerin
- 1977, 13. Januar, Frank Berblinger, Handballspieler
- 1977, 19. Januar, Astrid Schwabe, Historikerin
- 1977, 24. März, Corneille, Sänger
- 1977, 17. Mai, Katharina Puff-Schwartz, Geschäftsleitung Meistersingerhalle Nürnberg
- 1977, 3. Juni, Siegfried Lorek, Politiker (CDU), Abgeordneter im Landtag von Baden-Württemberg
- 1977, 29. September, Konradin Kunze, Schauspieler und Regisseur
- 1978, Frauke Kenkel, Klassische Archäologin
- 1978, Stephan Römer, Komponist für Filmmusik
- 1978, 19. April, Annika Murjahn, Schauspielerin
- 1978, 12. Oktober, Jens Scheuer, Fußballspieler und -trainer
- 1978, 15. Oktober, Katharina Wackernagel, Schauspielerin
- 1978, 20. Oktober, Robert Maras, Basketballspieler
- 1978, 21. November, Petra Dallmann, Schwimmerin
- 1979, Jan Cronauer, Drehbuchautor und YouTuber
- 1979, Anna Kaluza, Jazz- und Improvisationsmusikerin
- 1979, 21. Februar, Christof Rolker, Historiker und Hochschullehrer
- 1979, 23. April, Torbjörn Kartes, Politiker, MdB, CDU
- 1979, 6. Juni, Valerie Link, Musicaldarstellerin
- 1979, 7. Oktober Kilian Eyerich, Hautarzt, Hochschullehrer für Dermatologie und Venerologie
- 1979, 20. Dezember, Constantin Ritzmann, American-Football-Spieler der NFL
- 1980, 14. September, Dieter Jarosch, Fußballspieler
- 1980, 9. Oktober, Kolja Naumann, Jurist
- 1981, 21. Januar, Dany Heatley, Eishockeyspieler
- 1981, Moritz Renner, Jurist, Professor für Bürgerliches Recht
- 1982, Betty BBQ, Dragqueen
- 1982, Rona Kobel, Künstlerin
- 1982, 9. Januar, Benjamin Lebert, Schriftsteller (Crazy)
- 1982, 2. Februar, Leonie Müller, Volleyball- und Beachvolleyballspielerin
- 1982, 18. Mai, Simone Dark, bürgerlich Susanne Wiebel, Übersetzerin und Schriftstellerin
- 1983, David Afkham, Dirigent
- 1983, José Diaz de León, Jazzmusiker
- 1983, 14. Januar, Christian Schumann, Dirigent
- 1983, 22. Juli, Elke Gebhardt, Radsportlerin
- 1983, 27. Oktober, Joana Zimmer, Sängerin
- 1984, Julia Wissert, Regisseurin und Theaterintendantin
- 1984, 6. September, Matthias Bauernfeind, Politiker (CDU)
- 1985, 20. Juni, Katharina Schulze, Politikerin (Bündnis 90/Die Grünen)
- 1985, 25. Juni, Michael Gugel, Schauspieler, Synchronsprecher und Sänger
- 1985, 14. September, Jonas Winterhalter, Jazzmusiker
- 1986, 15. Januar, Fabian Döring, Paracycler
- 1986, 24. August, Tarek Ebéné, Sänger (Rap)
- 1986, 24. September, Christoph Kunz, Koch
- 1986, 25. Dezember, Simon Danner, Eishockeyspieler
- 1986, Michael Terhorst, Kameramann
- 1987, 13. März, David Schittenhelm, Fußballspieler
- 1987, 15. Juni, Alexandra Sontheimer, Radsportlerin
- 1987, 5. Juli, Sarah Schreiber, Auktionatorin
- 1987, Hendrik Schwarzer, Komponist
- 1988, 27. April, Frederik Heisler, Schlagzeuger
- 1988, 5. Oktober, Bahar Kizil, Sängerin (Monrose)
- 1989, Nicolas Fethi Türksever, Schauspieler
- 1989, 29. Januar, Gregor Stein, deutsch-österreichischer Eishockeyspieler
- 1989, 17. Juni, Tobias Kunz, Eishockeyspieler
- 1989, 26. Juli, Luis Reichard, Jazz- und Kirchenmusiker
- 1989, 23. August, Naima Fehrenbacher, Schauspielerin
- 1989, 15. Oktober, Martin Fleig, Behindertensportler
- 1990, Lukas DeRungs, Jazzmusiker
- 1990, Marlene Hoffmann, Schauspielerin
- 1990, 12. Januar, Lea Kalbhenn, Schauspielerin, Synchronsprecherin und Moderatorin
- 1990, 26. November, Michael Heidepriem, Jazzmusiker
- 1991, 25. Januar Tobias Tessmann, Basketballspieler
- 1991, 12. Mai, Tonio Schneider, Schauspieler
- 1991, 24. Oktober, Fabian Schleusener, Fußballspieler
- 1992, Juliana Blumenschein, Jazzsängerin
- 1992, 19. Februar, Helene Hegemann, Autorin, Regisseurin und Schauspielerin
- 1992, 26. Mai, Lara Stock, Schachspielerin
- 1992, 14. Oktober, Laura Benkarth, Fußballspielerin
- 1993, 1. März, Roman Rees, Biathlet, Vizeweltmeister in der Staffel
- 1993, 9. Juni, Martin Kurz, Schauspieler
- 1993, 26. Oktober, David Christopher Roth, Schauspieler
- 1994, 19. Januar, Matthias Ginter, Fußballspieler
- 1994, 11. Dezember, Nico Messinger, sehbehinderter Biathlet und Skilangläufer
- 1996, 26. Januar, Jonas Föhrenbach, Fußballspieler
- 1996, 20. Mai, Till Hoffmann, Pianist
- 1996, 24. September, Pius Dorn, Fußballspieler
- 1998, 4. März, Cosmo Grühn, Basketballspieler
- 1999, 20. Februar, Luca Herrmann, Fußballspieler
- 1999, 19. April, Sergio Gucciardo, türkisch-italienischer Fußballspieler
- 1999, 3. Mai, Carlo Boukhalfa, Fußballspieler
- 1999, 11. Mai, Aaron Hilmer, Schauspieler
- 2000, 17. Juni, Umito Kirchwehm, Snowboarder
- 2000, 14. Dezember, Jule-Marleen Schuck, Schauspielerin

### Ab 2001
- 2002, 22. Februar, Daniel Neumann, Eishockeyspieler
- 2002, 25. Mai, Noah Atubolu, Fußballtorhüter
- 2002, 3. Juni, Kenneth Schmidt, Fußballspieler
- 2002, 23. Oktober, Tabea Hug, Schauspielerin
- 2003, 10. Februar, Max Rosenfelder, Fußballspieler
- 2004, 17. Januar, Leonie Maria Walter, Behindertensportlerin, Paralympics-Siegerin
- 2004, 15. Juni, Julius Gause, Jugenddarsteller
- 2004, 29. November, Cora Zicai, Fußballspielerin
- 2005, 21. März, Yann Sturm, Fußballspieler
- 2006, 8. Februar, Kenny Freßle, Fußballspieler
- 2006, 25. September, Noah Darvich, Fußballspieler

## Mit Freiburg verbundene Persönlichkeiten

### Vor dem 18. Jahrhundert geboren
- (um 1050 – 1111): Berthold II. von Zähringen, Herzog von Schwaben, errichtete die Burg Freiburg auf dem Schlossberg
- (um 1090 – 1153): Bernhard von Clairvaux, Heiliger und Zisterziensermönch, predigte 1146 in oder bei der Burg Freiburg und heilte einen blinden Knaben
- (um 1200 – 1280): Albertus Magnus, Heiliger, Kirchenlehrer, war Student an der dominikanischen Klosterschule und von 1236 bis 1238 „Lesemeister“ im Dominikanerkloster; in dieser Zeit verfasste er seine ersten Schriften
- (ab 1250): Walther von Breisach, Rektor der Lateinschule, Dichter
- (* vor 1300 – 1327) Anna von Munzingen, Dominikanerin, Priorin des Klosters Adelhausen in Freiburg
- (um 1300): Berthold Schwarz, Franziskaner, angeblich in Freiburg geboren, angeblich Erfinder des Schwarzpulvers
- (um 1320/30–?): Johann Parler der Ältere (= Johannes von Gmünd), war ab 1359 Werkmeister am Freiburger Münster
- (um 1360 – um 1410): Nicolaus (Nikolaus von Freiburg), zwischen 1380 und 1405 in der Engelgasse, heute Rathausgasse 6–10 (gegenüber Wallgraben-Theater), wohnhafter und über Freiburg hinaus bekannter Wundarzt[1]
- (1370–1419): Johannes XXIII. (Gegenpapst), König Sigismund (HRR) ließ ihn am 29. April 1415 in Freiburg verhaften
- (1418–1463): Albrecht VI. (Österreich) gründete 1457 mit Genehmigung von Papst Kalixtus III. die Universität Freiburg
- (1435–1509): Konrad Stürtzel von Buchheim, Erbauer des Basler Hofs und Stifter der Stürtzel-Kapelle im Freiburger Münster, Doktor des Kirchenrechts, Rektor der Universität, Ritter und Hofkanzler von Kaiser Maximilian I. (HRR), lebte und starb in Freiburg
- (1445–1510): Johann Geiler von Kaysersberg, Prediger des ausgehenden Mittelalters, studierte und lehrte von 1460 bis 1471 an der Universität Freiburg
- (1459–1519): Maximilian I. (HRR), Kaiser, führte 1497–1498 den Reichstag zu Freiburg durch und stiftete die sogenannten Kaiserfenster im Hochchor des Freiburger Münsters.
- (um 1470 – 1525): Gregor Reisch, war Hochschullehrer in Freiburg und später als Mönch auch Prior der Freiburger Kartause und Vertrauter von Kaiser Maximilian I.
- (1461–1535): Ulrich Zasius, Jurist, lebte von 1494 bis 1535 in Freiburg. Gilt als Vater des Freiburger Stadtrechts von 1520.
- (1465–1536): Erasmus von Rotterdam, Humanist, lebte von 1529 bis 1535 in Freiburg´
- (1470/1472–1522), Martin Waldseemüller, als Kartograf benannte er den von Kolumbus entdeckten Erdteil Amerika
- (1470–1525): Joß Fritz, Initiator der Bauernaufstände der Bundschuh-Bewegung, lebte in Freiburg-Lehen
- (1478–1537): Otmar Nachtgall (latinisiert Ottomarus Luscinius), Humanist, Theologe, Übersetzer und Musiker. Er war Doctor juris pontificii und lebte 1528–1537 in Freiburg, wo er auch beerdigt wurde.
- (1480–1529): Jakob Villinger von Schönenberg, Reichsschatzmeister Kaiser Maximilian I. (HRR), Erbauer des Hauses zum Walfisch und Stifter einer Kapelle des Freiburger Münsters
- (1484/85–1545): Hans Baldung, Maler, Zeichner und Kupferstecher, schuf zwischen 1512 und 1516 den Hochaltar des Münsters
- (1488–1563): Heinrich Loriti, genannt Glarean, Humanist und Universalgelehrter, lebte von 1529 bis 1563 in Freiburg
- (1495–1527): Michael Sattler, ehemaliger Benediktiner, führender Täufer und Märtyrer, studierte in Freiburg
- (1503–1564): Ferdinand I. (HRR), Kaiser, lebte 1562–1563 in Freiburg
- (1505–1579): Johannes Hartung, Humanist und Philologe, lehrte von 1546 bis 1579 in Freiburg
- (1546–1608): Johannes Pistorius der Jüngere, Arzt, Historiker und katholischer Theologe, lehrte Geschichte an der Freiburger Universität und war von 1589 bis zu seinem Tod Freiburger Bürger
- (1578–1622): Fidelis von Sigmaringen, studierte und promovierte als Jurist an der Universität Freiburg, wurde danach Ordenspriester, Märtyrer und Heiliger der Katholischen Kirche, Patron der Diözese Freiburg.
- (1590–1645): Franz von Mercy, Oberbefehlshaber der Katholischen Liga im Dreißigjährigen Krieg, 1644 Sieger der Schlacht bei Freiburg im Breisgau, Namensgeber der Mercystraße am Lorettoberg.
- (1609–1691): Kaspar Stockalper, Schweizer Unternehmer und Politiker, studierte am Jesuitenkolleg Freiburg
- (1633–1707): Sébastien Le Prestre de Vauban, Festungsbaumeister Ludwigs XIV., Befestiger Freiburgs und Namensgeber der ehem. Vauban-Kaserne bzw. des Vauban-Viertels
- (1638–1715): Ludwig XIV., der „Sonnenkönig“, besuchte 1681 das Frankreich einverleibte Freiburg persönlich und nahm die Huldigung der Breisgauer Landstände im Basler Hof entgegen
- (1658–1724): Theodor Zwinger III., Mediziner und Hochschullehrer, half bei der Epidemie 1710 in Freiburg
- (1667–1752): Euphemia Dorer, katholische Ordensfrau der Ursulinen mit großen Verdiensten um die Mädchenbildung in Freiburg, hier gestorben und begraben
- (1697–1780): Johann Georg Fischer, Orgelbauer in Freiburg und Umgebung

### Im 18. Jahrhundert geboren
- (1710–1797): Johann Christian Wentzinger, Bildhauer, Maler und Architekt des Rokoko, Wohltäter, Erbauer des Wentzingerhauses, lebte und starb in Freiburg
- (1716–1790): Johann Baptist Häring Architekt der Barockzeit, war Zunftmeister der Bauzunft und Stadtbaumeister in Freiburg
- (1737–1807): Hermann von Greiffenegg, letzter österreichischer Regierungspräsident, lebte von 1749 bis 1807 in Freiburg
- (1740–1814): Johann Georg Jacobi, war von 1784 bis 1814 Professor für schöne Künste und Wissenschaft an der Albert-Ludwigs-Universität Freiburg
- (1748–1824): Thaddäus Rinderle, deutscher Mathematiker, Benediktiner und Priester, lehrte von 1788 bis 1820 an der Albert-Ludwigs-Universität Freiburg.
- (1754–1792): André Boniface Louis Riquetti de Mirabeau, französischer General und Bruder von Honoré Gabriel Victor de Riqueti, Marquis de Mirabeau lebte 1790–92 in Freiburg und ist dort begraben
- (1754–1825): Joseph Albrecht von Ittner, deutscher Schriftsteller, Jurist und Diplomat, wurde 1807 Kurator der Universität Freiburg
- (1755–1830): Karl Wilhelm Ludwig Friedrich Drais von Sauerbronn, erster badischer Hofkommissar für den Breisgau nach dem Anschluss Freiburgs an Baden
- (1763–1830): Ludwig I. (Baden), Großherzog, erneuerte die Universität Freiburg, die seither auch seinen Namen trägt
- (1764–1856): Bernhard Galura, zuletzt Fürstbischof in Brixen, studierte in Freiburg und war Pfarrer von 1791 bis 1805 am Münster und von 1810 bis 1815 an St. Martin
- (1765–1846): Johann Leonhard Hug, auch Pseudonym: Thomas Hugson, römisch-katholischer Theologieprofessor und Orientalist.
- (1770–1855): Joseph von Laßberg, Forstmann, Germanist und Schriftsteller, studierte in Freiburg
- (1774–1839): Bartholomä Herder, Verlagsgründer des Freiburger Herder Verlages
- (1779–1851): Lorenz Oken, Mediziner, Naturphilosoph, Naturforscher und Biologe, studierte in Freiburg Medizin und wurde dort 1804 promoviert
- (1788–1865): Johann Baptist von Hirscher, römisch-katholischer Moraltheologe und Pastoraltheologe, Universitätsprofessor und Domdekan in Freiburg
- (1793–1850): Johann Heinrich David von Hennenhofer, badischer Flügeladjutant und Diplomat, der mit der angeblichen Ermordung Kaspar Hausers in Verbindung gebracht wurde, lebte von 1841 bis 1850 in Freiburg.
- (1798–1863): Dionys Ganter, deutscher Maler und schuf den Kreuzweg in St. Cyriak (Lehen)
- (1798–1863): Joseph Anselm Feuerbach, deutscher Altphilologe und Klassischer Archäologe, lehrte von 1836 bis 1851 an der Albert-Ludwigs-Universität Freiburg.
- (1798–1857): Joseph von Auffenberg, deutscher Dramatiker und Dichter, lebte von 1849 bis zu seinem Tod in Freiburg.

### Im 19. Jahrhundert geboren
- (1801–1872): Fidelis Haiz, Domkapitular, Vorsteher des Konvikts, Münsterpfarrer in Freiburg
- (1804–1891): Joseph Kössing , Domkapitular, Regens des Priesterseminars
- (1804–1870): Franz von Woringen, Jurist, Hochschullehrer und Dichter
- (1808–1877): Carl Mez, Industrieller und Politiker, lebte von 1830 bis 1877 in Freiburg
- (1809–1847): Felix Mendelssohn Bartholdy, Komponist, hielt sich mit seiner Frau Cécile auf seiner Hochzeitsreise im April und Mai 1837 in Freiburg auf.[2]
- (1813–1895): Angelika von Woringen, Malerin
- (1826–1849): Johann Maximilian Dortu, Teilnehmer der Badischen Revolution 1849, erschossen auf dem alten Friedhof des Stadtteils Wiehre
- (1830–1914): Alfred Hegar, Arzt und Gynäkologe, lebte von 1864 bis 1914 in Freiburg
- (1834–1914): August Weismann, Evolutionsbiologe, lebte von 1873 bis 1914 in Freiburg
- (1834–1891): Johann Jakob Vollweider, Maler und Grafiker, lebte in Bern und Freiburg, gestorben in Freiburg
- (1836–1918): Alexander Mitscherlich, Chemiker, lebte ab 1883 in Freiburg
- (1837–1911): Wilhelm Jensen, deutscher Lyriker und Schriftsteller, lebte von 1876 bis 1888 in Freiburg und bekam dort Besuch von Wilhelm Raabe[3]
- (1837–1916): Heinrich Hansjakob, Politiker und Schriftsteller, wirkte von 1884 bis 1913 als Pfarrer in Freiburg
- (1838–1907): Georg Friedrich Louis Thomas, Professor der Universität Freiburg
- (1838–1912): Friedrich von der Wengen, Militärschriftsteller, lebte seit 1866 in Freiburg und bekämpfte das Siegesdenkmal (Belfort-Mythos)
- (1846–1933): Max Henry Ferrars, britischer Kolonialoffizier, Fotograf, lehrte seit 1899 Englisch an der Universität Freiburg
- (1847–1917): Rudolf Nietzki, Professor der Chemie
- (1849–1923): Fritz Mauthner, Philosoph, lebte von 1905 bis 1909 in Freiburg
- (1852–1926): Constantin Fehrenbach, Reichskanzler (1920/21), lebte von 1882 bis 1926 in Freiburg
- (1852–1939): Ferdinand von Lindemann, Professor der Mathematik, bewies in seiner Freiburger Zeit die Transzendenz von {\displaystyle \pi }
- (1853–1933): Friedrich Ernst Fehsenfeld, erster Verleger von Karl May, lebte ab 1890 in Freiburg und Umgebung, begraben in Ehrenstetten
- (1855–1924): Carl Philipp Schilling, Kirchenmaler
- (1855–1938): Heinrich Finke, bedeutender Historiker und Mediaevist, Prorektor und Lehrstuhlinhaber der Universität Freiburg, lebte ab 1899 bis zu seinem Tod in Freiburg
- (1858–1921): Lorenz Werthmann, Begründer des in Freiburg ansässigen Deutschen Caritasverbandes, in Freiburg gestorben
- (1858–1910): Wilhelm Wetz, Professor an der Universität Freiburg
- (1859–1938): Edmund Husserl, Philosoph, lebte und lehrte von 1916 bis 1938 in Freiburg
- (1862–1927): Ernst Grosse, Ethnologe und Sammler ostasiatischer Kunst, Professor an der Universität, 1889–1902 auch Kurator der Städtischen Kunstsammlungen, in Freiburg gestorben
- (1862–1962): Lothar Heffter, Mathematiker, ab 1911 Professor und 1917/18 Rektor an der Albert-Ludwigs-Universität, Gründer des Verbandes der Freunde der Universität
- (1864–1920): Max Weber, war 1894–1897 Professor für Nationalökonomie in Freiburg
- (1864–1943): Gerhart von Schulze-Gaevernitz, Universitätsprofessor (Volkswirtschaft) in Freiburg, vertrat den Wahlkreis Freiburg als Reichstagsabgeordneter von 1912 bis 1918
- (1865–1941): Wilhelm Herrenknecht, Professor und Begründer der Zahnmedizin an der Universität Freiburg
- (1867–1924): Carl Sutter, Professor der Kunstgeschichte
- (1868–1936): Maxim Gorki, russischer Schriftsteller, lebte mit seiner Geliebten Moura Budberg 1923 einige Monate in Güntertal
- (1869–1941): Hans Spemann, Biologe und Nobelpreisträger, lebte von 1919 bis 1941 in Freiburg
- (1869–1947): Jonas Cohn, Philosoph und Pädagoge, lebte in Günterstal
- (1870–1937): Eduard Stritt, Glasmaler, lebte und arbeitete ab 1903 in Freiburg
- (1871–1944): Johann Baptist Knebel, Dekan, Theologe und Ehrendomherr, studierte, wirkte und starb in Freiburg; Ehrendoktor der Universität
- (1871–1953): Ernst Zermelo, Mathematiker, lebte von 1926 bis 1953 in Freiburg
- (1872–1948): Conrad Gröber, 1933–1948 Erzbischof der Erzdiözese Freiburg
- (1874–1967): Eugen Fischer, Mediziner, Anthropologe, Rassenhygieniker
- (1874–1955): Konrad Guenther, Zoologe und Naturschutzpionier, lehrte und lebte seit seiner Studienzeit in Freiburg
- (1875–1964): Carl Schnarrenberger, Geologe, studierte, lebte und verstarb in Freiburg
- (1876–1967): Konrad Adenauer, erster Bundeskanzler der Bundesrepublik Deutschland, studierte von 1894 bis 1897 in Freiburg
- (1878–1957): Alfred Döblin, Arzt und Schriftsteller (Berlin Alexanderplatz), studierte und promovierte 1904–1905 in Freiburg und schrieb hier auch, † 1957 im nahen Emmendingen
- (1879–1949): Benedikt Kreutz, zweiter Präsident des in Freiburg ansässigen Deutschen Caritasverbandes
- (1880–1946): Wilhelm Feldmann, Journalist, Schriftsteller, Türkeiexperte, studierte in Frreiburg und lebte viele Jahre in der Stadt
- (1881–1968): Hans Dieter, deutscher Landschaftsmaler des Impressionismus und Dichter
- (1892–1941): Marina Zwetajewa, bedeutende russische Dichterin, besuchte 1904–1905 in Freiburg eine Schule
- (1883–1945): Alfred Wolfenstein, Schriftsteller des Expressionismus, studierte 1905 in Freiburg
- (1883–1957): Nikos Kazantzakis, griechischer Schriftsteller (u. a. Alexis Sorbas), gestorben in Freiburg
- (1885–1954): Wendelin Rauch, 1948–1954 Erzbischof der Erzdiözese Freiburg
- (1885–1968): Romano Guardini, Religionsphilosoph, studierte 1906 und 1912 und promovierte 1915 in Freiburg, erhielt 1954 die Ehrendoktorwürde der Universität
- (1886–1929): Franz Rosenzweig, Historiker und Philosoph, studierte in Freiburg Medizin, später Geschichte und Philosophie und wurde 1912 in Freiburg promoviert
- (1888–1969): Paul Waeldin, Politiker (DDP, später FDP), Landtagsabgeordneter, Staatssekretär, 1952–1957 Regierungspräsident von Südbaden
- (1889–1967): Bernhard Villinger; Arzt, Sportler, Filmpionier und Forscher, Mitbegründer der Berg- und Sportfilm GmbH Freiburg
- (1889–1974): Arnold Fanck, Regisseur, Pionier des Bergfilms, Mitbegründer der Berg- und Sport-Film G.m.b.H. Freiburg
- (1889–1976): Martin Heidegger, Philosoph, zeitweise Rektor der Universität, lebte von 1928 bis 1976 in Freiburg
- (1891–1964): Käthe Vordtriede, Journalistin, Schriftstellerin und Emigrantin, lebte von 1923 bis 1939 in Freiburg, 2003 Straßenbenennung
- (1891–1950): Walter Eucken, Nationalökonom, kam 1927 als Professor nach Freiburg und lebte dort bis zu seinem Tod 1950
- (1891–1942): Edith Stein, Philosophin, Nonne, Märtyrin und Heilige der katholischen Kirche, lebte und studierte von 1916 bis 1922 in Freiburg
- (1892–1940): Walter Benjamin, Philosoph, lebte von 1912 bis 1913 in Freiburg
- (1892–1941): Marina Iwanowna Zwetajewa, russische Dichterin, lebte von 1904 bis 1905 in Freiburg
- (1894–1974): Erich Wewel, Verleger, studierte und promovierte in Freiburg und übersiedelte 1951 mit seinem Verlag nach Freiburg, wo er 1974 starb
- (1895–1958): Wilhelm Süss, war Professor für Mathematik an der Universität Freiburg und dort auch Rektor von 1940 bis 1945
- (1896–1964): Arnold Bergstraesser, Politologe, wurde 1954 Professor an der Universität und lebte in Freiburg bis zu seinem Tod 1964
- (1896–1984): Heribert Fischer-Geising, Maler und Grafiker, lebte von 1961 bis 1984 in Freiburg
- (1896–1980): Rupert Gießler, Journalist, NS-Opfer und Mitbegründer der Badischen Zeitung.
- (1897–1948): Adolf Lampe, Nationalökonom, kam 1926 als Professor nach Freiburg und lebte dort bis zu seinem Tod 1948
- (1897–1973): Karl Löwith, Philosoph, studierte zwischen 1919 und 1922 in Freiburg Philosophie bei Edmund Husserl und dessen Assistent Martin Heidegger
- (1898–1979): Herbert Marcuse, Philosoph, Politologe und Soziologe, studierte zwischen 1920 und 1924 in Freiburg Germanistik und zwischen 1928 und 1933 Philosophie bei Martin Heidegger
- (1899–1969): Ludwig Heilmeyer, Internist, Forscher und Hochschullehrer war von 1946 bis zu seiner Emeritierung Professor für Innere Medizin am Universitätsklinikum Freiburg
- (1899–1992): Friedrich August von Hayek, Wirtschaftswissenschaftler und Nobelpreisträger, lebte von 1962 bis 1992 in Freiburg
- (1900–1977): Erich Doflein, Musikwissenschaftler und -Herausgeber, Gründungsdirektor der Musikhochschule Freiburg
- (1900–1984): Friedrich A. Stock, Schachfunktionär und Hotelbesitzer, lebte viele Jahrzehnte in Freiburg
- (1900–1993): Kurt Peschel, deutscher Parlamentsstenograph

### Im 20. Jahrhundert geboren
- (1901–1978): Anton Dichtel, Politiker (Zentrum, CDU), Freiburger Gemeinderat, Landtagsabgeordneter, Staatsrat und Regierungspräsident von Südbaden
- (1901–1971): Ida Friederike Görres, Schriftstellerin, studierte in Freiburg und verbrachte ihre letzten Lebensjahre hier
- (1901–1984): Gustav Scheck, Flötist und von 1946 bis 1964 Direktor der Musikhochschule Freiburg
- (1902–1970): Jan Friedrich Tönnies, Erfinder, Wissenschaftler, Fabrikant und Politiker, produzierte in Freiburg Geräte für die neurophysiologische Forschung und Klinik
- (1902–1977): Erik Wolf, Rechtsphilosoph und Kirchenrechtler, lehrte von 1930 bis 1977 an der Universität Freiburg
- (1903–1958): Reinhold Schneider, Schriftsteller und Namensgeber des Reinhold-Schneider-Preises der Stadt Freiburg, lebte von 1938 bis 1958 in Freiburg
- (1903–1958): Eugen Seiterich, von 1954 bis 1958 Erzbischof der Erzdiözese Freiburg
- (1903–1963): Gustav Siewerth, Philosoph u. Pädagoge, Gründungsdirektor und erster Rektor der Pädagogischen Hochschule Freiburg
- (1904–1948): Karl Brandt, SS-Arzt, Begleitarzt von Adolf Hitler, von diesem mit der „Euthanasie“ beauftragt, studierte und promovierte 1925–1929 in Freiburg
- (1904–1968): Johann Schaeuble, von 1937 bis 1945 Dozent für Erb- und Rassenbiologie am Anatomischen Institut der Universität Freiburg
- (1905–1975): Eugen Fink, Philosoph, studierte und promovierte bei Husserl und Heidegger, war Husserls Privatassistent und von 1948 bis 1971 Ordinarius für Philosophie und Erziehungswissenschaft an der Universität Freiburg
- (1905–1986): Walter Nunier, Politiker, war Präsident des Oberschulamts in Freiburg
- (1906–1975): Hannah Arendt, studierte zwischen 1924 und 1928 in Freiburg Philosophie bei Edmund Husserl
- (1906–1983): Hans Meier-Welcker, Offizier und Militärhistoriker, wirkte von 1958 bis zu seinem Tod in Freiburg
- (1906–1994): Max Müller, Philosoph, studierte und promovierte in Freiburg, war hier von 1946 bis 1960 Ordinarius, engagierte sich in der Stadtpolitik und lehrte nach seiner Münchner Professur ab 1972 wieder in Freiburg
- (1906–1977): Hermann Schäufele, von 1958 bis 1977 Erzbischof der Erzdiözese Freiburg
- (1906–1983): Bernhard Welte, Religionsphilosoph, studierte und promovierte in Freiburg, wirkte von 1934 bis 1983 in Freiburg, bis 1948 als Sekretär von Erzbischof Gröber, ab 1952 als Professor an der Universität
- (1907–2007): Elly Beinhorn, Flugpionierin, lebte von 1954 bis 1975 in Freiburg
- (1907–1987): Wolfgang Fortner, Komponist und Dirigent, lehrte 1957 bis 1973 als Professor an der Musikhochschule Freiburg
- (1907–1999): Walter Wohlschlegel, Maler und Zeichner, lebte nach dem Zweiten Weltkrieg bis zu seinem Tod in Freiburg
- (1907–1989): Thomas Würtenberger, war Strafrechtler und Kriminologe an der Universität Freiburg
- (1908–2000): Anton Stingl, Gitarrist und Komponist, lebte den größten Teil seines Lebens in Freiburg
- (1908–2001): Willi Wolf, Professor der Frauenheilkunde
- (1909–2007): Harald Genzmer, Komponist, war stellvertretender Direktor der Musikhochschule Freiburg
- (1910–1983): Ursula von Gersdorff, Militärhistorikerin, von 1958 bis 1977 Schriftleiterin am Militärgeschichtlichen Forschungsamt (MGFA) in Freiburg
- (1910–1983): Carl Seemann, Pianist, war Direktor der Musikhochschule Freiburg
- (1911–2001): Grete Borgmann, Frauenrechtlerin, studierte, lebte und wirkte bis zu ihrem Tod in Freiburg
- (1911–1998): Gerd Grimm, Grafiker und Modezeichner, lebte seit 1951 vorwiegend in Freiburg bis zu seinem Tod 1998
- (1911–1979): Josef Mengele, promovierter Mediziner und Anthropologe, Hauptsturmführer der Waffen-SS, KZ-Arzt in Auschwitz-Birkenau und Kriegsverbrecher, war 1943 und 1944 mit Wohnsitz in Freiburg gemeldet
- (1912–2006): Wilfrid Perraudin, französischer Maler, lebte und arbeitete 1952–1978 in Freiburg und ist hier auch begraben
- (1912–2002): Michail Prodan, Begründer des Fachgebietes „Forstliche Biometrie“ in Deutschland und an der Universität Freiburg
- (1913–2001): Hans Baumhauer, Maler, Glasmaler, Mosaikkünstler und Bildhauer, lebte ab 1942 in Freiburg
- (1913–2007): Hans Filbinger, Ministerpräsident a. D., Freiburger Stadtrat von 1953 bis 1960, Freiburger Landtagsabgeordneter von 1960 bis 1980, lebte seit den 1930ern bis zu seinem Tod in Freiburg
- (1913–2004): Walter Nikolaus Schumacher, Christlicher Archäologe und Kunsthistoriker, lebte lange in Freiburg und lehrte an der Universität
- (1914–2005): Hermann Person, Freiburger Politiker (Zentrum, CDU), war Landtagsabgeordneter und Regierungspräsident von Südbaden
- (1918–1998): Remigius Bäumer, Theologieprofessor und Kirchenhistoriker, lehrte von 1974 bis 1987 an der Universität Freiburg, ab 1989 (Gründungs-)rektor der Gustav-Siewerth-Akademie
- (1919–2016): Hans Loew, Kunstlehrer und Grafiker, lebte und arbeitete von 1973 bis 2016 in Freiburg
- (1920–2015): Ernst Seidel, Gründungspräsident der Stiftung Pro Europa, die Europäische Kulturpreise verleiht
- (1920–2007): Hans Joachim Sell, Schriftsteller, lebte lange Jahre bis zu seinem Tod in Freiburg
- (1921–1983): Gerhard Graf, Kommunalpolitiker, von 1964 bis 1983 Erster Bürgermeister und Stellvertreter des Oberbürgermeisters von Freiburg
- (1922–1994): Stella Goldschlag, jüdische Gestapo-Kollaborateurin, lebte von 1984 bis zu ihrem Tod in Freiburg
- (1923–2016): Hildesuse Gaertner, Skirennläuferin und Politikerin
- (1923–2010): Swetlana Geier, russisch-deutsche Literaturübersetzerin, lebte in Freiburg-Günterstal
- (1923–2013): Walter Jens, Philologe, Literaturhistoriker, Kritiker, Hochschullehrer, Übersetzer und Schriftsteller, studierte und promovierte an der Albert-Ludwigs-Universität in Freiburg, wählte 1947 für seinen literarischen Erstling Das weiße Taschentuch das Autorenpseudonym Walter Freiburger
- (1924–2001): Barbara Mez-Starck, Chemikerin an den Universitäten Freiburg und Ulm, Stiftungsgeberin in Ulm, in Freiburg gestorben.
- (1924–1990): Luigi Nono, Komponist, ab den 1980er-Jahren komponierte einen Großteil seiner späten Werke im Freiburger SWR-Experimentalstudio.
- (1925–2002): Bertold Hummel, Komponist, lebte von 1932 bis 1962 in Freiburg, viele seiner Werke wurden im Münster, Stadttheater und beim SWF Freiburg uraufgeführt
- (1925–2015): Ludwig Doerr, Domorganist am Freiburger Münster, Professor an der Musikhochschule
- (1925–2006): Willy Potthoff, Reformpädagoge, lehrte seit 1971 an der Pädagogischen Hochschule Freiburg (1974 bis 1978 Rektor der PH Freiburg)
- (1926–2001): Willi Erzgräber, Anglist und Hochschullehrer, von 1970 bis zu seiner Emeritierung Professor für Englische Literaturwissenschaft an der Albert-Ludwigs-Universität Freiburg. Zudem in Freiburg verstorben.
- (1926–2006): Joachim Fest, Zeithistoriker und Autor, war Gymnasiast und Student in Freiburg
- (1926–2011): Hermann Herder, leitete von 1963 bis 1999 den Herder-Verlag
- (1926–2011): Hans Hörmann, war von 1959 bis 1965 Stadtrat in Freiburg und von 1961 bis 1972 Mitglied des Deutschen Bundestags für den Bundestagswahlkreis Freiburg (Landesliste)
- (1926–2016): Aurèle Nicolet, Flötist, war von 1965 bis 1981 Leiter der Meisterklasse an der Musikhochschule in Freiburg
- (1927–1954): Rainer Maria Gerhardt, Dichter, Übersetzer, Herausgeber, lebte von 1947 bis zu seinem Tod 1954 in Freiburg
- (1927–1999): Albrecht Schlageter,  deutscher Lehrer, Heimat- und Bergbauforscher
- (1927–2020): Alma von Stockhausen, Philosophin und Gründerin der Gustav-Siewerth-Akademie, promovierte und lehrte ab 1962 in Freiburg
- (* 1928): Rainer Marten, Philosoph, lebt in Freiburg
- (1930–2017): Martin Gotthard Schneider, evangelischer Kirchenmusiker (Landeskantor Südbaden), Theologe, Komponist, Professor an der Hochschule für Musik Freiburg
- (1930–2023): Ernst Tugendhat, Philosoph, begann sein Studium 1949 in Freiburg und lebte seit 2013 wieder in Freiburg
- (1932–2024): Gerhard Hund, Mathematiker und Informatiker, lebte zuletzt und starb in Freiburg
- (1932–2008): Oskar Saier, von 1978 bis 2002 13. Erzbischof der Erzdiözese Freiburg
- (1935–2020): Christoph Meckel, Schriftsteller und Grafiker, lebte von 1947 bis 1955 und später wieder lange in Freiburg, wo er auch starb
- (1936–2018): Karl Lehmann, Kardinal und Bischof von Mainz, 1987 bis 2008 Vorsitzender der Deutschen Bischofskonferenz, studierte 1956–1964 Theologie in Freiburg und war von 1971 bis 1983 Professor für Dogmatik an der Albert-Ludwigs-Universität Freiburg
- (* 1936): Heinrich Pompeÿ, deutscher Theologe, Psychologe, Sozialethiker und Caritaswissenschaftler, lebt seit 1986 in Freiburg.
- (1937–2009): Hildegard Behrens, Sopranistin, ab 1957 Studium der Rechtswissenschaft und ab 1963 Musikstudium in Freiburg.[4]
- (1937–2016): Gerhard Fingerlin, Prähistoriker, Klassischer Archäologe, Althistoriker, Provinzialrömischer Archäologe, Bodendenkmalpfleger und Hochschullehrer
- (* 1937): Norbert Nothhelfer, Politiker (CDU) und Manager, war von 1979 bis 1991 Regierungspräsident des Regierungsbezirks Freiburg
- (* 1938): Robert Zollitsch, von 2003 bis 2013 der 14. Erzbischof der Erzdiözese Freiburg, seit 2008 Vorsitzender der Deutschen Bischofskonferenz
- (* 1938): Mesias Maiguashca, Komponist, lebt seit 1996 in Freiburg und lehrte bis 2004 als Professor für Elektronische Musik an der HfM Freiburg.
- (* 1940): Peter Schneider, Schriftsteller; lebte von 1950 bis 1962 in Freiburg
- (1941–2015): Walter Mossmann, Liedermacher; lebte seit 1951 in Freiburg
- (1942–2019): Wolfgang Gessenharter 1963 bis 1968 Studium, 1968 bis 1973 wissenschaftlicher Assistent an der Universität Freiburg
- (* 1942): Wolfgang Huber, evangelischer Theologe, ehemaliger Bischof und Ratsvorsitzender der Evangelischen Kirche in Deutschland, wuchs in Falkau und Freiburg auf
- (* 1942): Sven von Ungern-Sternberg, Politiker (CDU), war Stadtrat und Erster Bürgermeister von Freiburg und sodann Regierungspräsident des Regierungsbezirks Freiburg
- (1943–2024): Ray Austin, britisch-deutscher Musiker, Lehrbeauftragter an der Universität, Gründungsmitglied des Jazzhauses Freiburg
- (1943–2019): Ludger Lütkehaus, Literaturwissenschaftler, Philosoph und Kritiker, lebte in Freiburg
- (* 1943): Thomas Würtenberger, lehrt an der Universität Freiburg Staatsrecht
- (* 1944): Gernot Erler, Politiker (SPD), direkt gewählter Abgeordneter des Wahlkreises Freiburg im Deutschen Bundestag, 2005–2009 Staatsminister beim Bundesminister des Auswärtigen
- (1946–1995): Georges Jean Franz Köhler, Biologe, erhielt 1984 den Nobelpreis für Physiologie oder Medizin, Direktor des Max-Planck-Instituts für Immunbiologie in Freiburg
- (* 1947): Hortense von Gelmini, Orchesterdirigentin[5], Malerin und Schriftstellerin, studierte und wirkt in Freiburg
- (* 1948): Wilderich von Droste zu Hülshoff, Jurist, Autor und Stiftungsvorstand, wirkt in Freiburg
- (* 1948): Volker Finke, von 1991 bis 2007 Trainer des SC Freiburg
- (* 1948): Fritz Erik Hoevels, Psychoanalytiker, Publizist, Übersetzer und „außerparlamentarischer“ politischer Aktivist, seit ca. 1980 in Freiburg
- (* 1950): Hubert Bernnat: deutscher Gymnasiallehrer, Schulleiter und Regionalhistoriker
- (* 1952): Peter Ohlendorf, deutscher Film- und Fernsehregisseur, Drehbuchautor und Filmproduzent; seit 1989 in Freiburg, wird der „Freiburger Dokumentarfilmer-Szene“ zugerechnet
- (1952–2023): Kaija Saariaho, Komponistin, Absolventin der Hochschule für Musik Freiburg
- (* 1953): Ulrike Gerst, Malerin, lebt und arbeitet in Freiburg
- (1955–2019): Joachim Bruhn, politischer Publizist und Verleger in Freiburg
- (1955–2023): Wolfgang Wilhelm (Kinderbuchautor), lebte von 1980 bis zu seinem gewaltsamen Tod in Freiburg
- (* 1955): Dagmar von Cramm, Ernährungswissenschaftlerin, Sachbuchautorin und Journalistin, lebt in Freiburg
- (* 1955): Werner Siebler, Gewerkschafter, ehemaliger Postbote und Opfer des Radikalenerlasses
- (* 1956): Sabine Sauer (Moderatorin), Moderatorin des Bayerischen Rundfunks seit Ende der 70er Jahre bis Ende 2020
- (* 1958): Matthias Deutschmann, Kabarettist, lebt in Freiburg/Wiehre
- (* 1958): Bärbel Schäfer, Regierungspräsidentin des Regierungsbezirks Freiburg
- (* 1959): Barbara Hund, Schachgroßmeisterin, lebt in Freiburg
- (* 1959): Carola Bauckholt, Komponistin, lebt seit Mitte 2013 in Freiburg im Breisgau
- (* 1960): Joachim Löw, Trainer der deutschen Fußballnationalmannschaft und langjähriger Spieler des SC Freiburg, lebte bis 2008 im Stadtteil Wiehre
- (* 1961): Ralph Tuchtenhagen, Historiker und Kulturwissenschaftler, studierte und promovierte von 1981 bis 1992 an der Albert-Ludwigs-Universität, lebte von 1981 bis 1995 in Freiburg
- (* 1962): Johannes Schöllhorn, Komponist, lebt und arbeitet in Freiburg; seit 2017 leitet er das Institut für Neue Musik der HfM Freiburg.
- (1962–2005): Rafael Alfaro Kotte, Musiker und Komponist, lebte von 1982 bis 2005 in Freiburg
- (* 1967): Michael Rombach, Produktionsdirektor des NDR und später des ZDF, absolvierte 1986 sein Abitur und promovierte 1995 in Freiburg
- (* 1969): Hagen Rether, Kabarettist, wuchs nach der Übersiedlung seiner Familie nach Deutschland im Jahr 1973 in Freiburg auf
- (* 1970): Dietmar Dath, Journalist und Schriftsteller, machte in Freiburg Abitur und Zivildienst und studierte hier
- (* 1970): Marcin Grochowina, Pianist, ZMF-Preisträger 2009, studierte von 1989 bis 1994, danach von 1994 bis 2006 Dozent für Klavier an der Musikhochschule Freiburg
- (* 1972): Udo Glanz, Pädagoge, Autor und Verleger von Ausbildungsmaterialien insbesondere MOOCs
- (* 1973): Philipp Rauenbusch, Musiker, Bassist der Gruppe Reamonn, wohnt zurzeit in Freiburg/Wiehre
- (* 1976): Judith Holofernes, Musikerin und Sängerin der Gruppe Wir sind Helden, lebte von 1982 bis 1995 in Freiburg
- (* 1977): Iris Wolff, Schriftstellerin, lebt in Freiburg
- (* 1978): Alexandra Maria Lara, Schauspielerin, lebte nach der Flucht aus Rumänien 1983 mit ihrer Familie einige Zeit in Freiburg
- (* 1985): Melanie Behringer, Fußballspielerin des SC Freiburg, Weltmeistertitel 2007 mit der deutschen Fußballnationalmannschaft der Frauen, wohnt in der Wiehre in Freiburg